# Transmission (Maschinenbau)

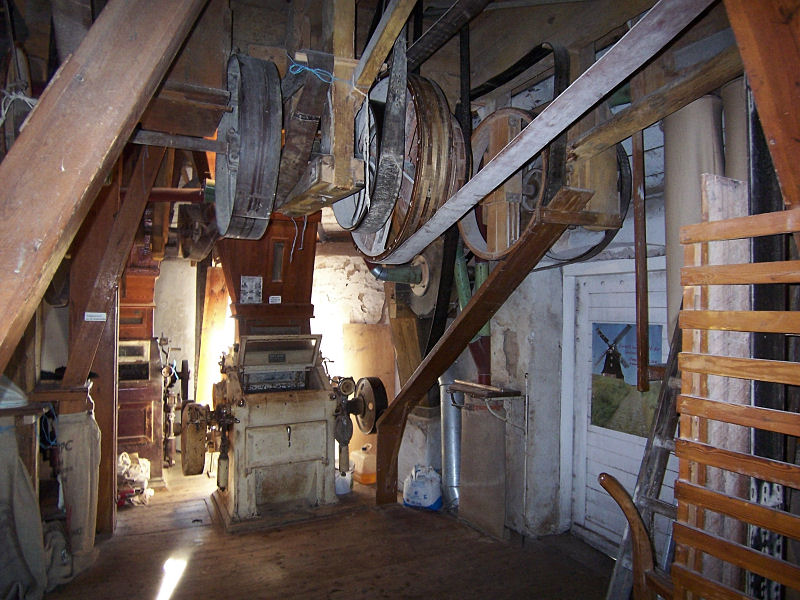
Transmissonswelle in der Windmühle Stove

Die Transmission ist ein historisches Riemengetriebe und gehört zu den Zugmitteltrieben. Typischerweise wurden Transmissionen in der frühen Industrialisierung eingesetzt, die Wurzeln der Konstruktion reichen in die Antike. Ein zentrales Element bildet der Treibriemen (Transmissionsriemen).
Erhaltene Transmissionsanlagen sind heute als Industriedenkmal anzusehen und erhaltenswerte Dokumente der Industriegeschichte.

## Geschichte

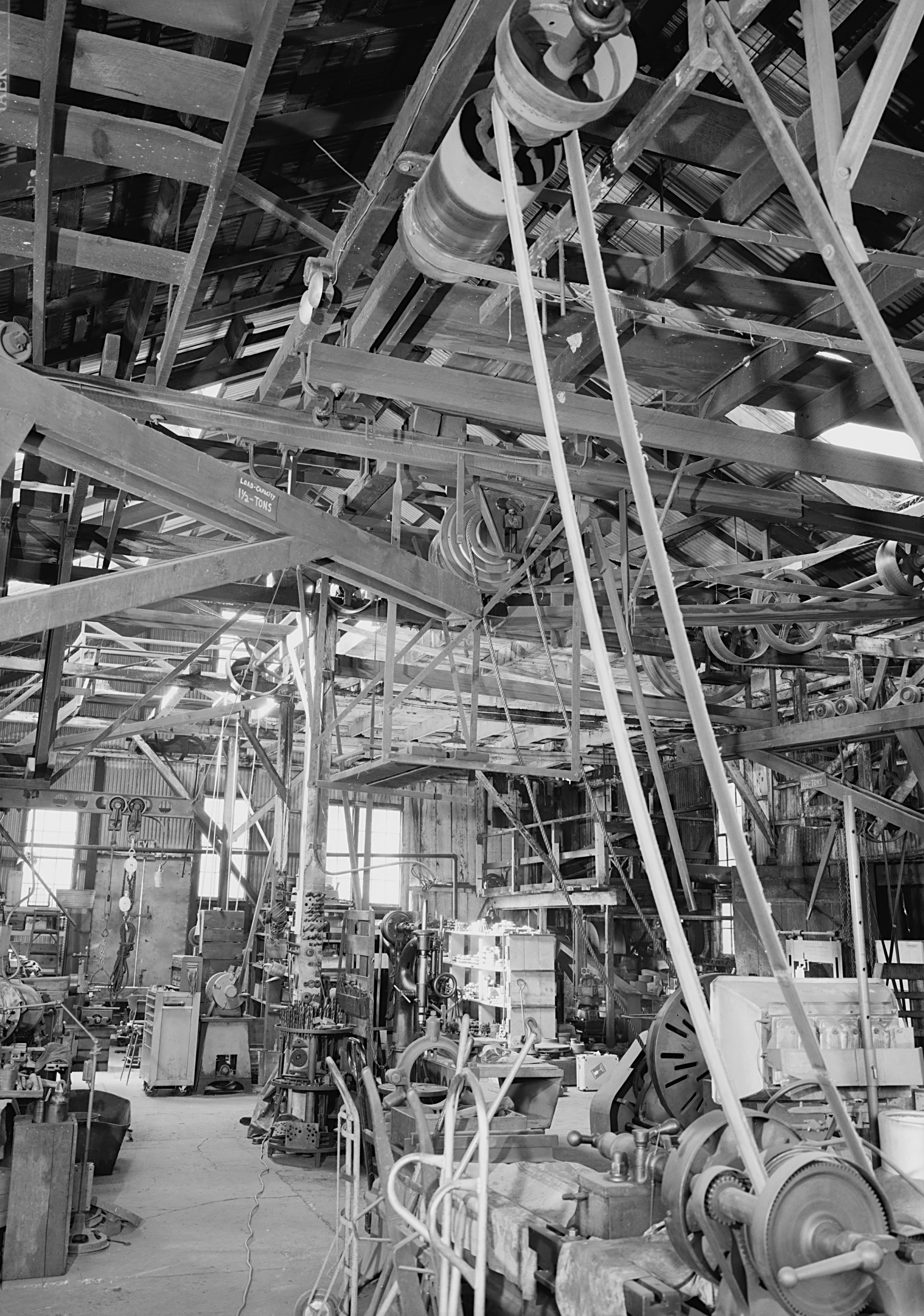
Transmission und riemengetriebene Maschinen

In der vorindustriellen Zeit wurden Wasserräder, Windräder und ähnliche Konstruktionen zum Antrieb von Maschinen genutzt. Deren Leistungsfähigkeit war meist so gering, dass im Allgemeinen nur eine einzige Anlage an der Abtriebsseite angebracht war. Für einen zweiten Mühlgang, einen zweiten Sensenhammer musste auch ein zweites Antriebsrad erstellt werden, oder durch Umschalten die erste Maschine stillgelegt werden. Im Zuge der Industrialisierung wurden in vielen Firmen zentrale Dampfmaschinen errichtet, deren vergleichsweise enorme Leistung zum Antrieb vieler einzelner Maschinen eingesetzt werden konnte. Daher begann man die Produktion in Werkshallen zusammenzufassen.
Zur Übertragung der zentral erzeugten Kraft dienten Wellen aus Stahl und Riemenscheiben aus Gusseisen, die über Flachriemen, den Transmissionsriemen aus Leder, Textilband oder Stahlband verbunden waren. Die Transmissionswellen wurden bevorzugt als eine an der Werkhallendecke verlaufende Welle ausgeführt, die durch die gesamte Halle, teilweise sogar in andere Gebäude oder Geschosse geführt wurden. An den Stellen, an denen eine Maschine anzutreiben war, wurde mit einer Riemenscheibe ein Flachriemen zu dieser Maschine heruntergeführt.
Später kamen mobile Dampfmaschinen, die Lokomobile, auf, die besonders in der Landwirtschaft, aber auch im Bergbau und andernorts eingesetzt werden konnten.
Transmissionen fanden auch Verwendung zur Stromerzeugung.

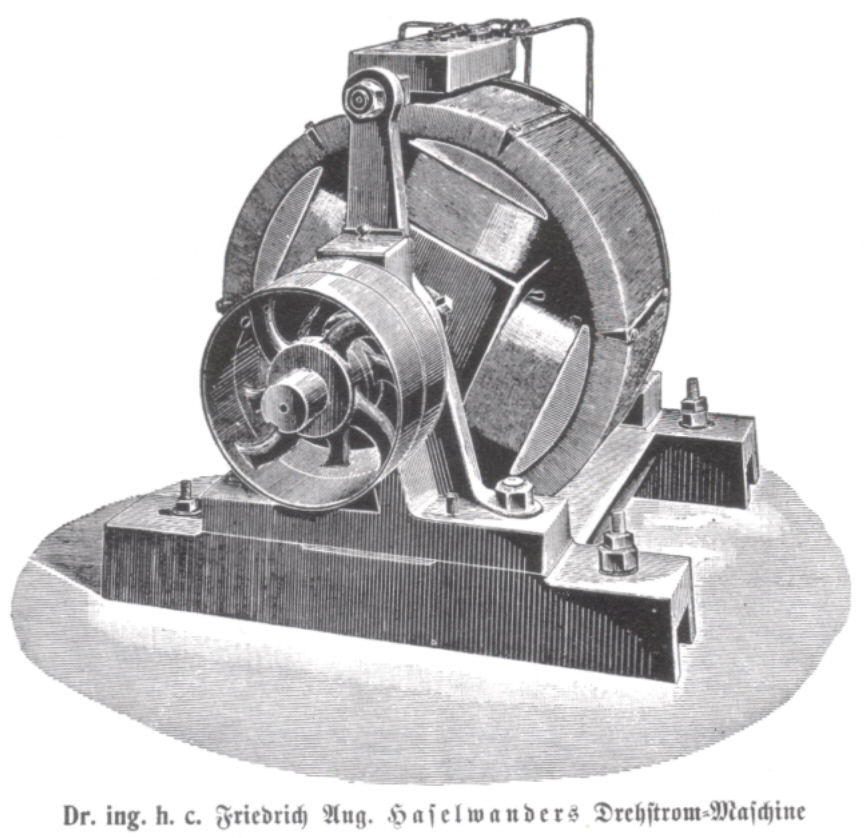
Erste Synchronmaschine von Haselwander mit dreiphasigem Stator und vierpoligem Rotor (Polrad) auf Welle mit Riemenscheibe für die Transmission, heute im Deutschen Museum München

Der erste Dreiphasen-Synchrongenerator wurde 1887 von dem deutschen Erfinder Friedrich August Haselwander gebaut, ein Patentantrag im selben Jahr wurde zunächst abgelehnt, dann aber 1889 anerkannt. 1897 errichtete die AEG in Berlin-Oberschöneweide das erste Drehstromkraftwerk Deutschlands (Kraftwerk Oberspree).
Auch viele Traktoren waren – wie der „Ur-Bulldog“ von Lanz – bis in die 1950er und 1960er Jahre mit einer kuppelbaren Riemenscheibe ausgestattet, die im Stationärbetrieb zum Treibriemenantrieb einer Vielzahl von Zusatzgeräten (wie Großmahlwerk, Dreschmaschine, Windfege, Ballenpresse, Heu- und Erntegutförderer, Feldhäcksler (Ernteguthäcksler), Steinbrecher, (Brennholz)-Kreissäge, Kegelspalter, Wasserpumpe, Werkstattmaschinen etc.) genutzt werden konnte. Somit vereinten diese Traktoren die Vorteile einer Acker- und Zugmaschine und eines stationären Antriebsmotors zum Betrieb von Zusatzgeräten und wurden teilweise noch in den 1970er Jahren, vereinzelt auch noch länger, in der Landwirtschaft genutzt, bis sie zunehmend durch modernere, leistungsfähigere und kompaktere Maschinen mit eigenem Antrieb ersetzt wurden, nachdem Elektroantriebe mit ausreichender Leistung oder kleinere Verbrennungsmotoren zunehmend erschwinglicher wurden.
Die Transmissionen wurden durch Einzelantriebe der Maschinen ersetzt, bei denen heute meist Elektromotoren und im mobilen Einsatz vor allem Verbrennungsmotoren verwendet werden.

Anwendungsgebiete
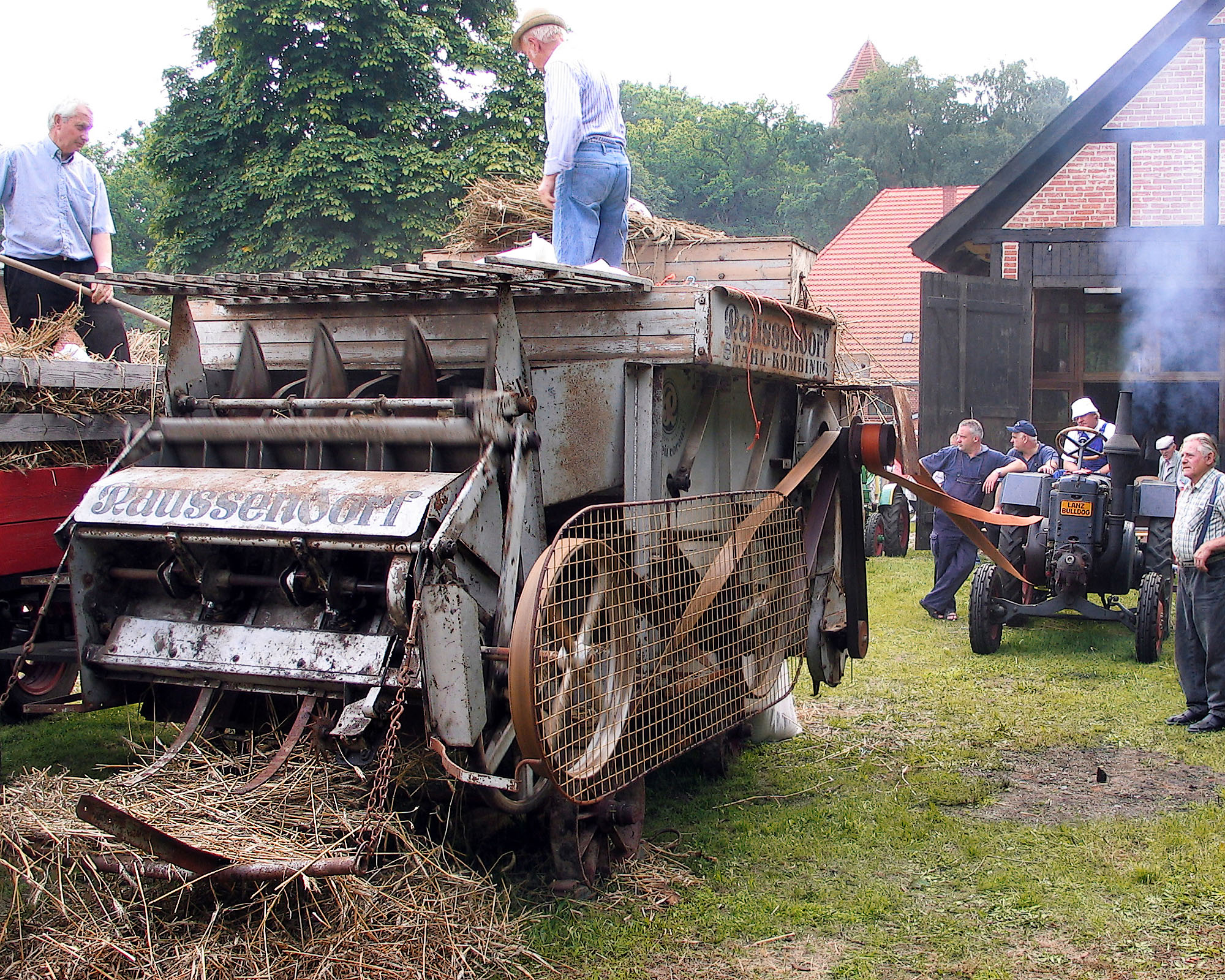
Dreschmaschine mit Transmissionsantrieb durch Lanz Bulldog
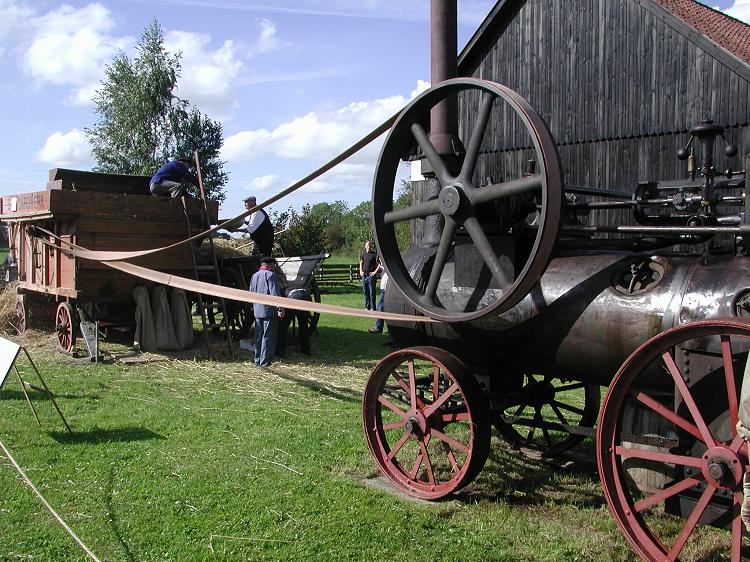
Lanz-Lokomobile aus Jahr 1911 in Betrieb mit Dreschmaschine
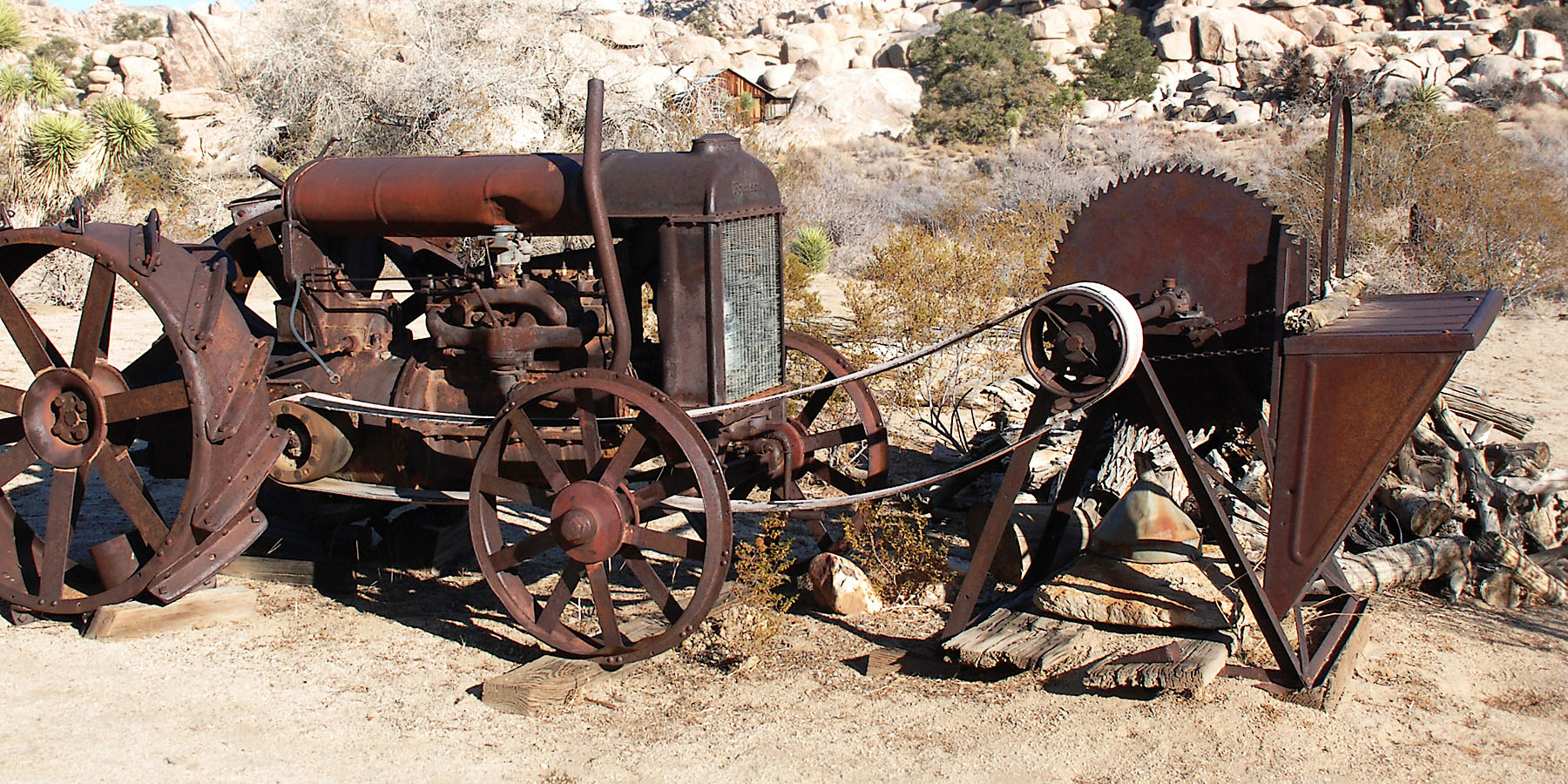
Brennholz-Kreissäge mit Transmissionsantrieb durch Traktor
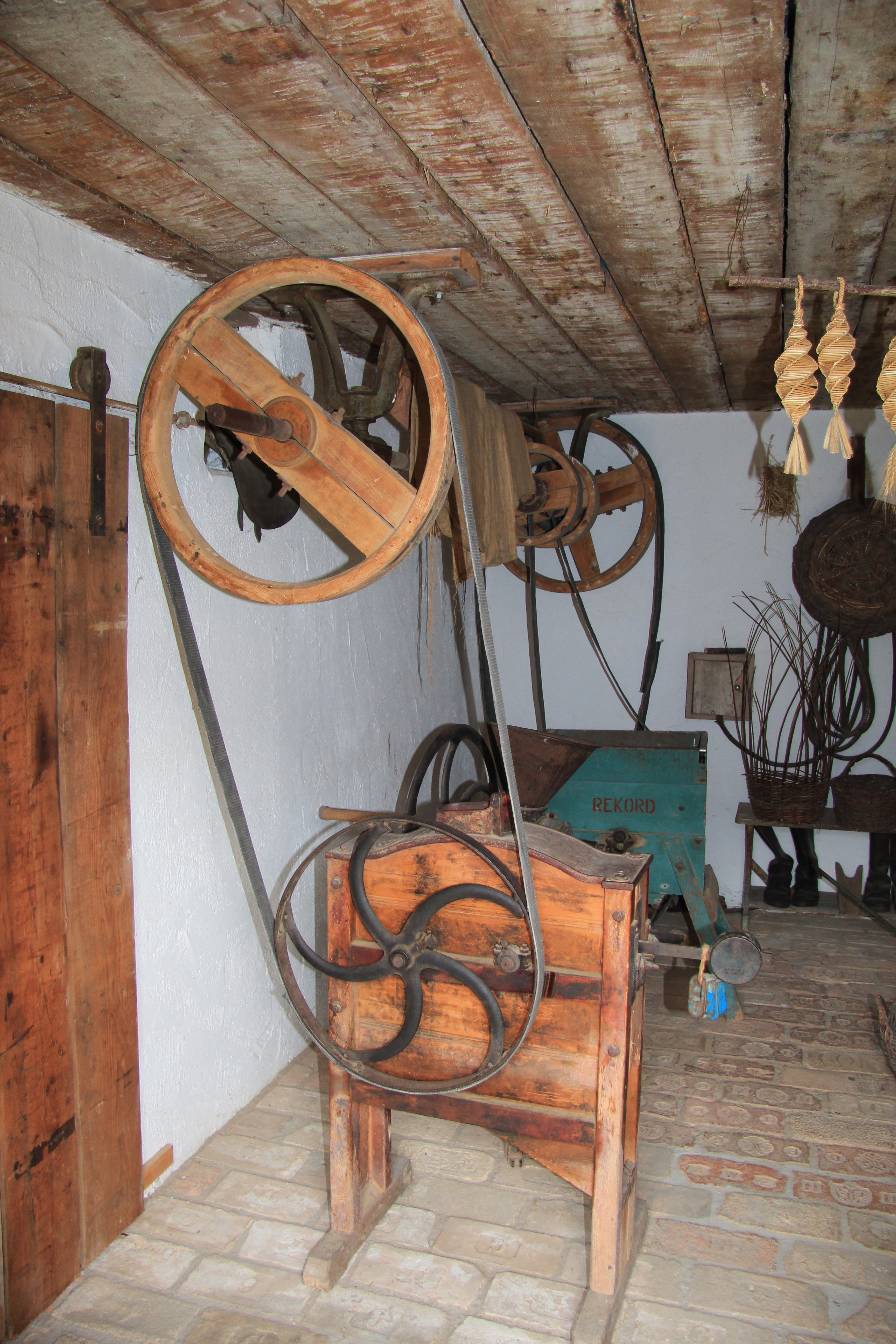
Transmission im Dorfmuseum Mönchhof
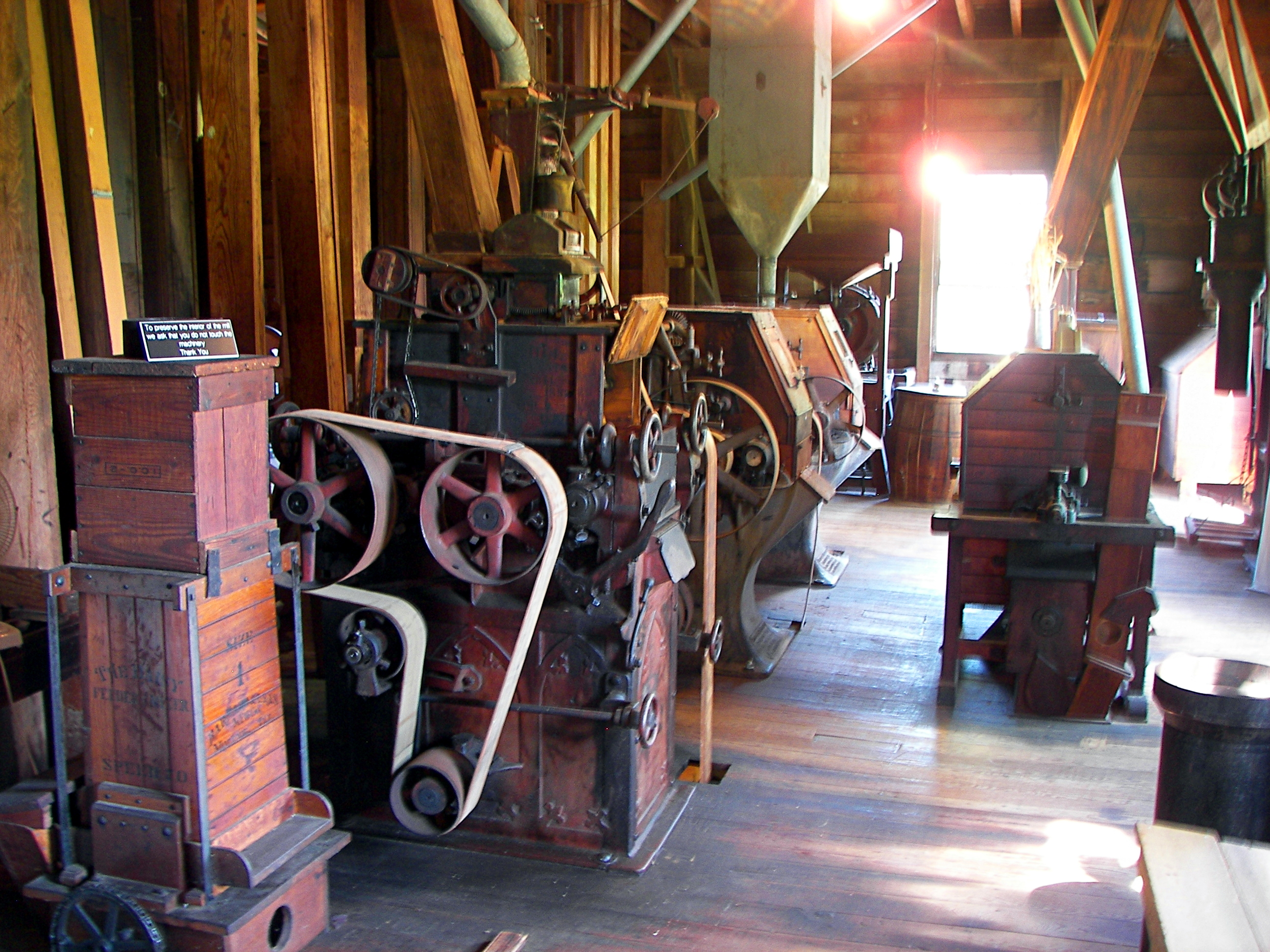
Mühle mit Transmissionsantrieb
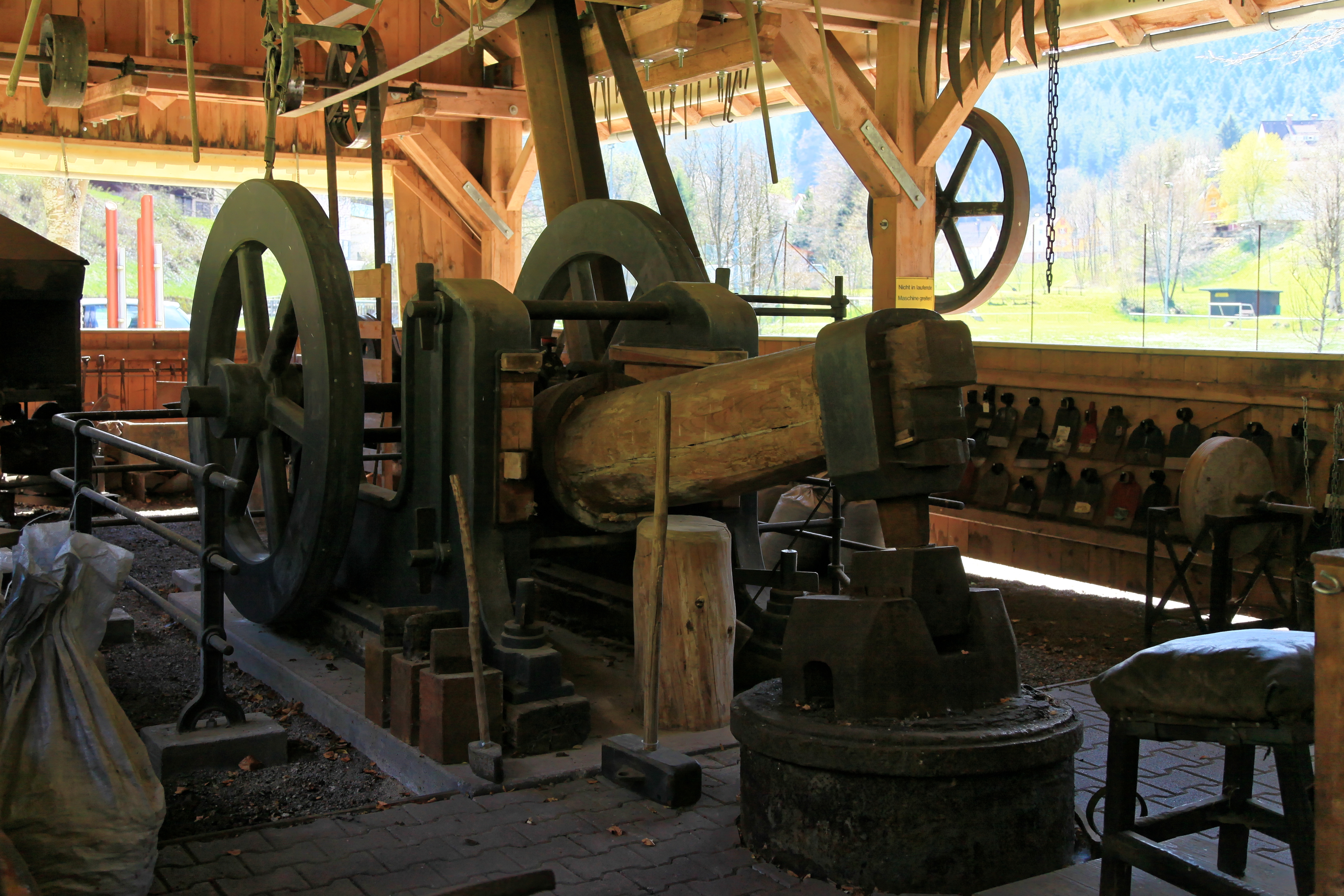
Schmiedehammer mit Transmissionsantrieb
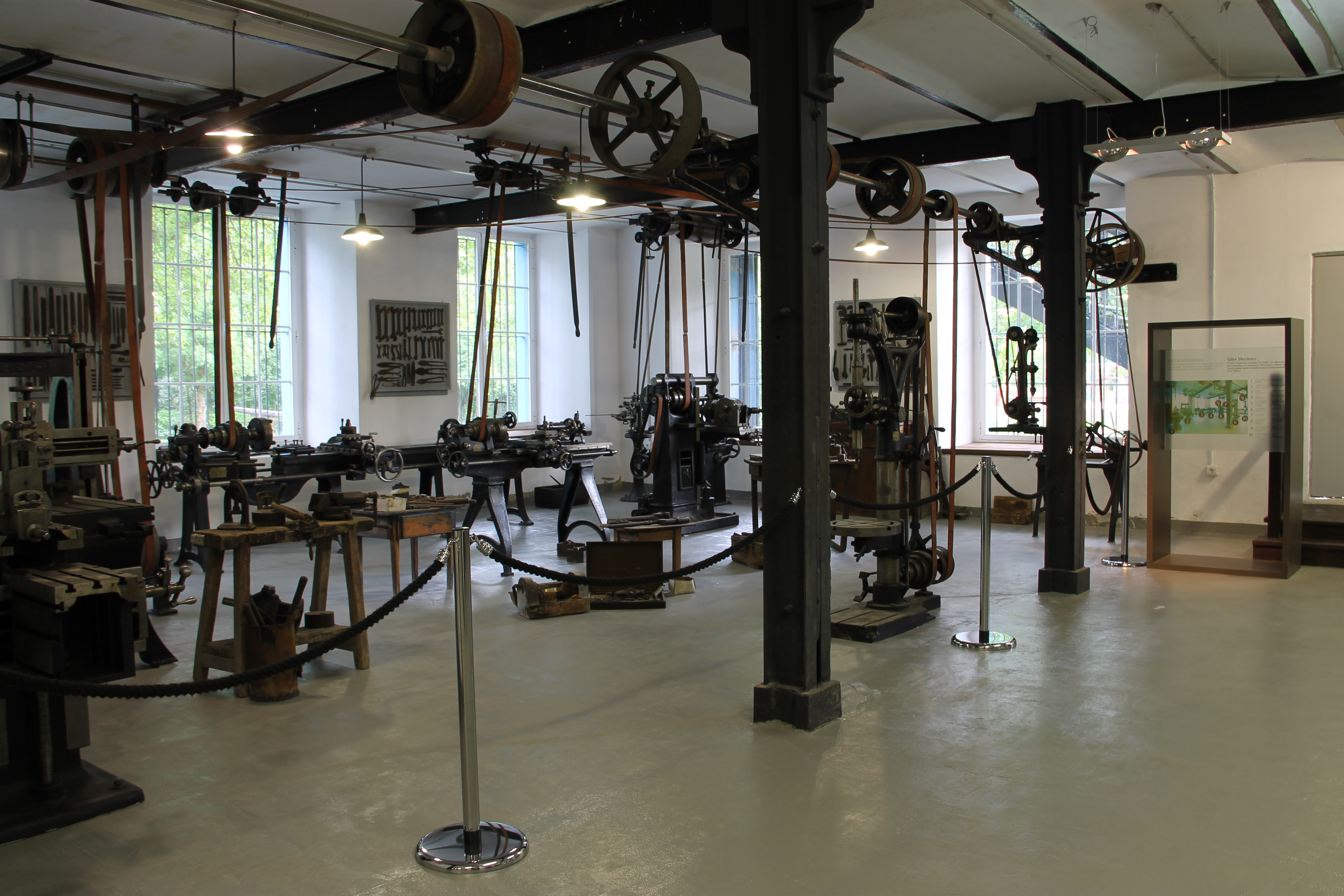
Maschinen mit Transmissionsantrieb, mechanische Werkstatt
Industrielle Drehmaschine mit Transmissionsantrieb
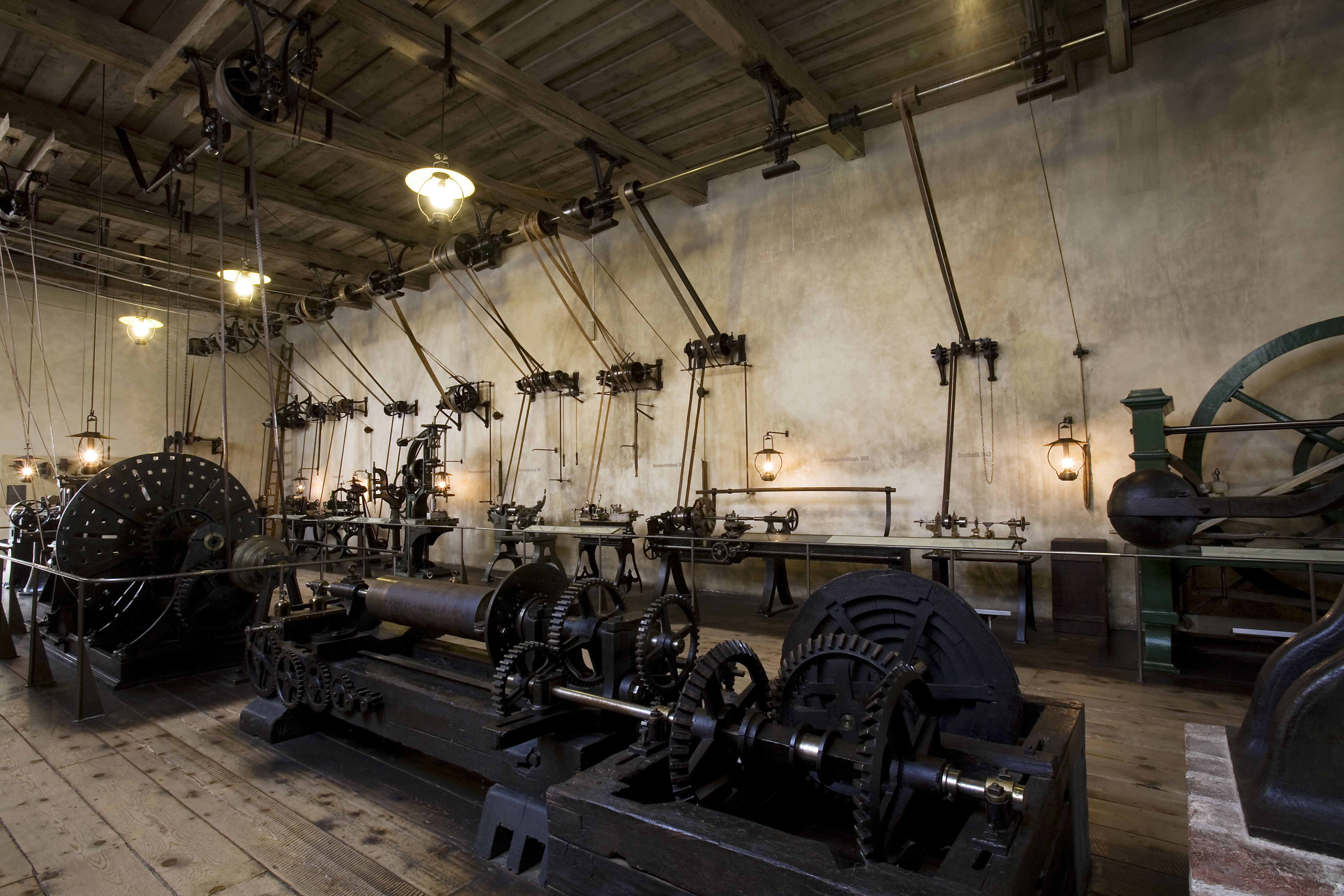
Maschinen mit Transmissionsantrieb im Deutschen Museum
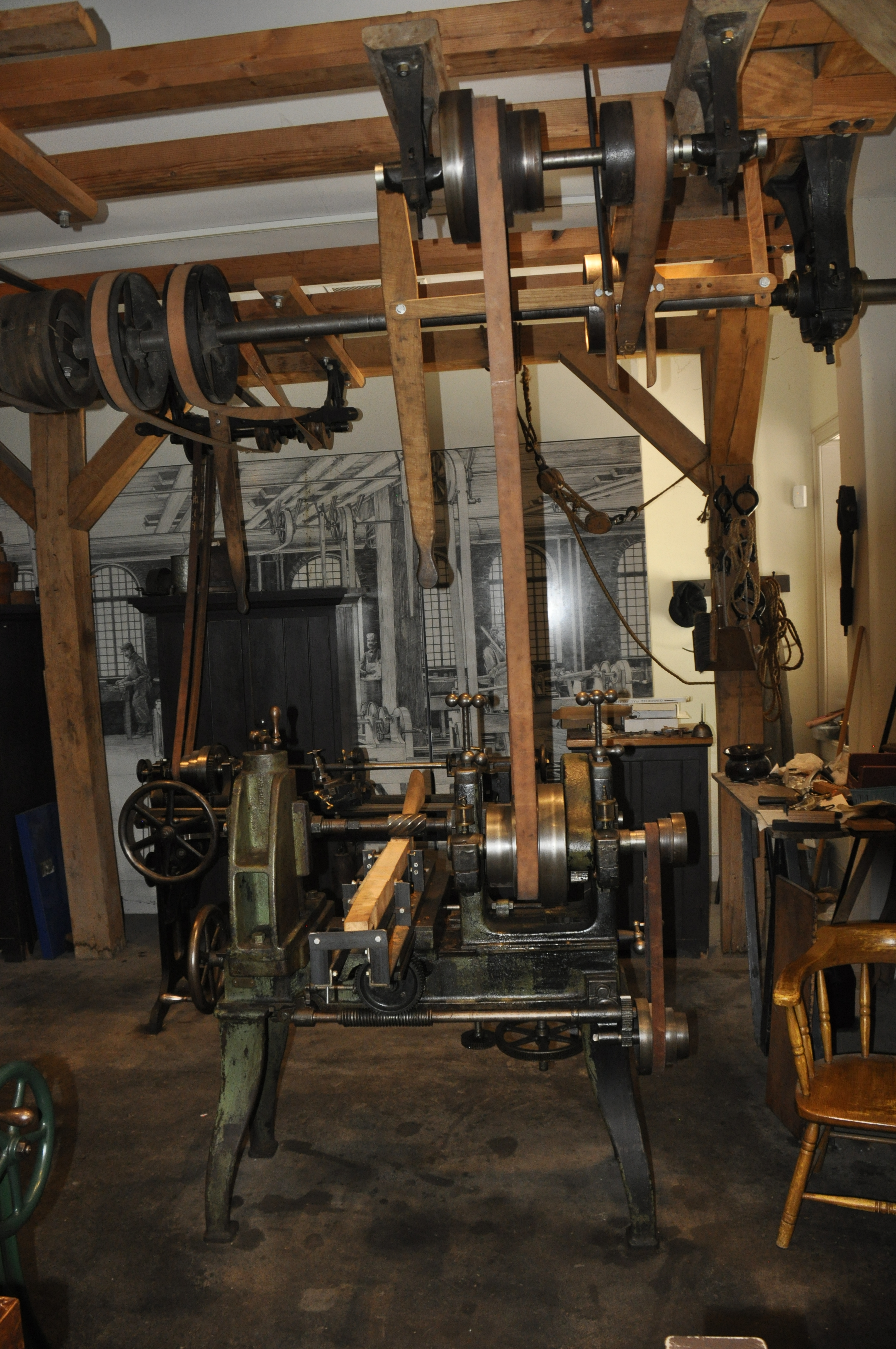
Fräsmaschine mit Transmissionsantrieb (1850)
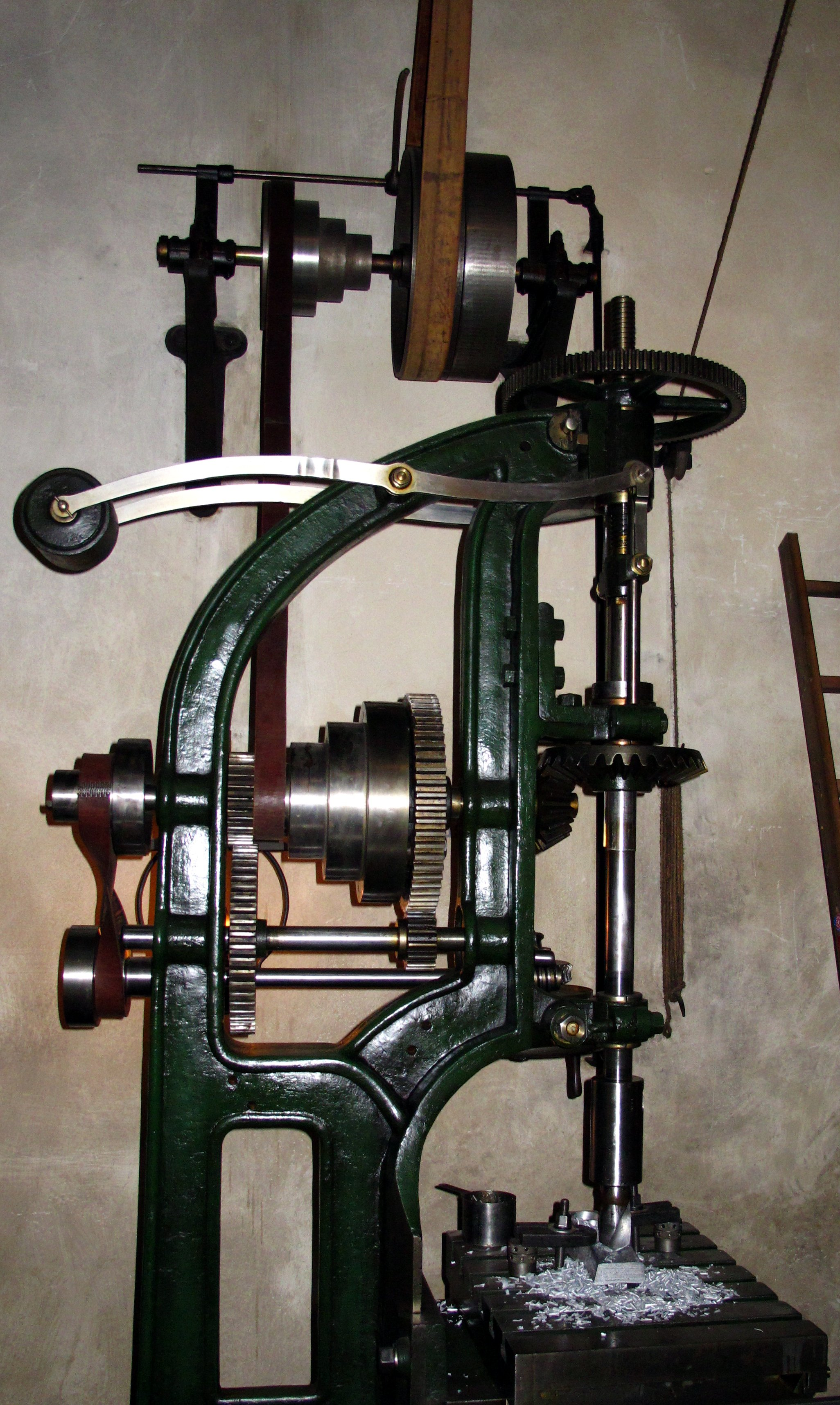
Ständerbohrmaschine mit Transmissionsantrieb (1870)
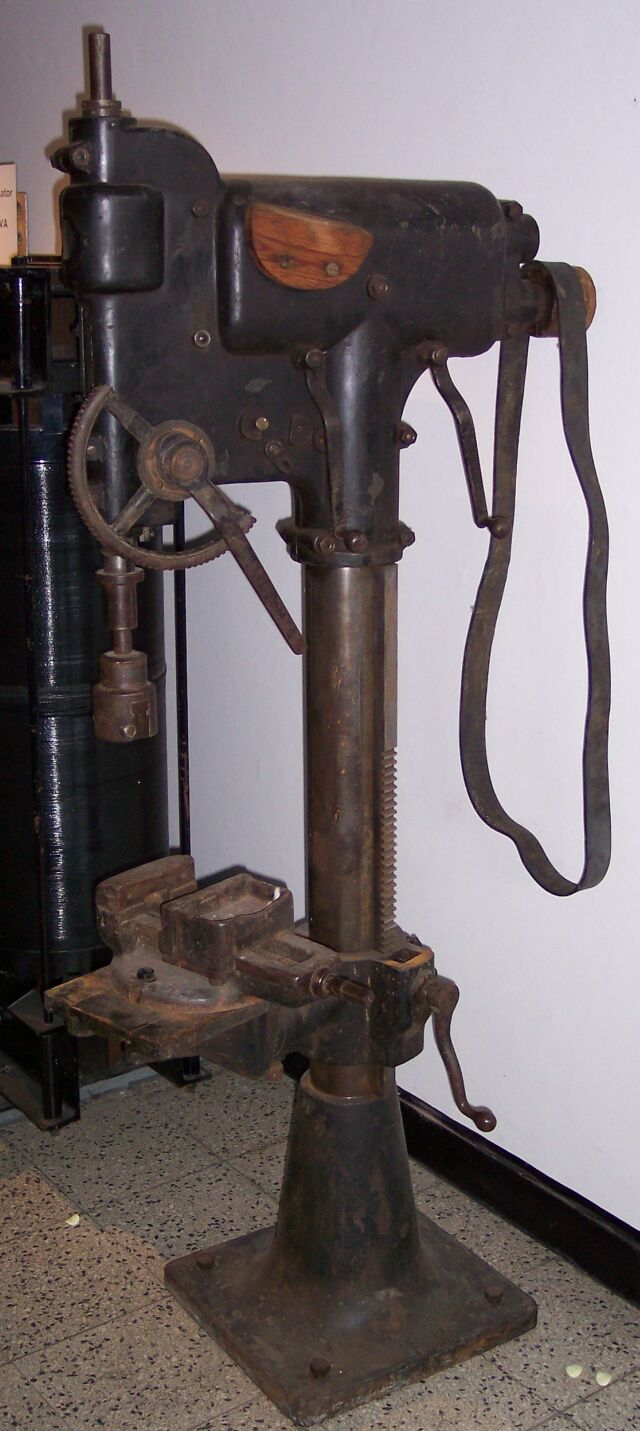
Säulenbohrmaschine mit Transmissionsantrieb
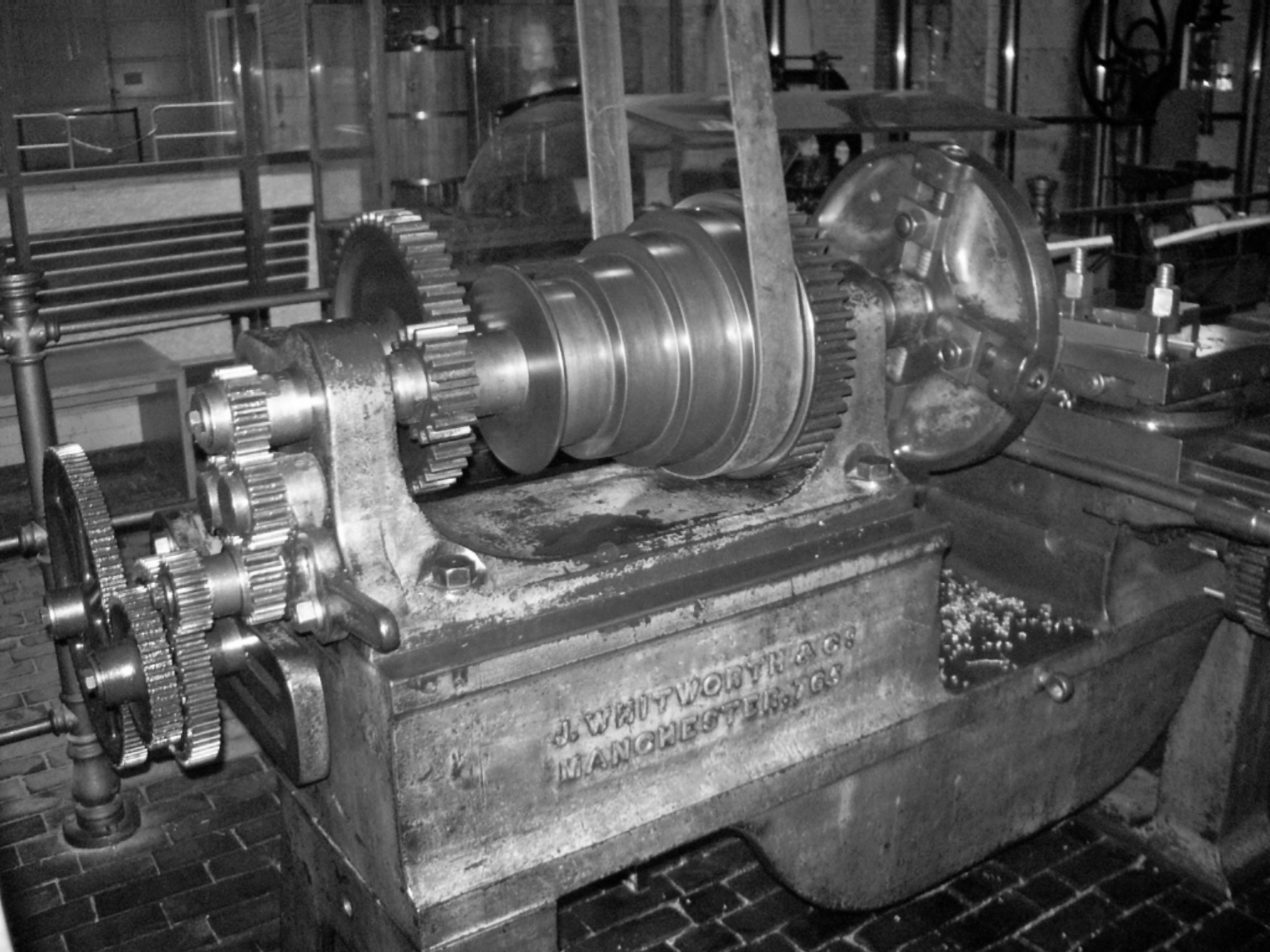
Drehbank mit Transmissionsantrieb (1860)
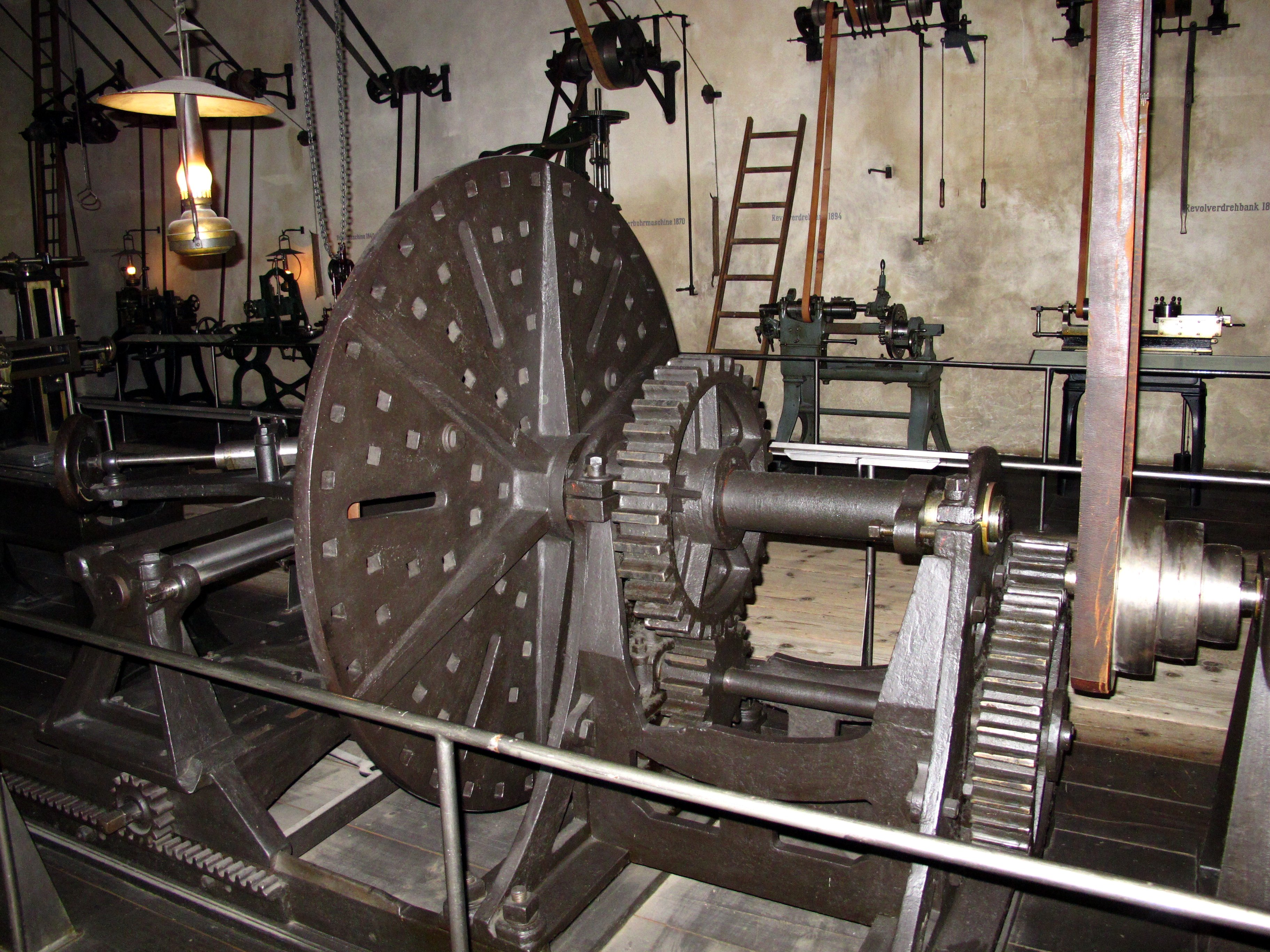
Plandrehmaschine mit Transmissionsantrieb (1830)
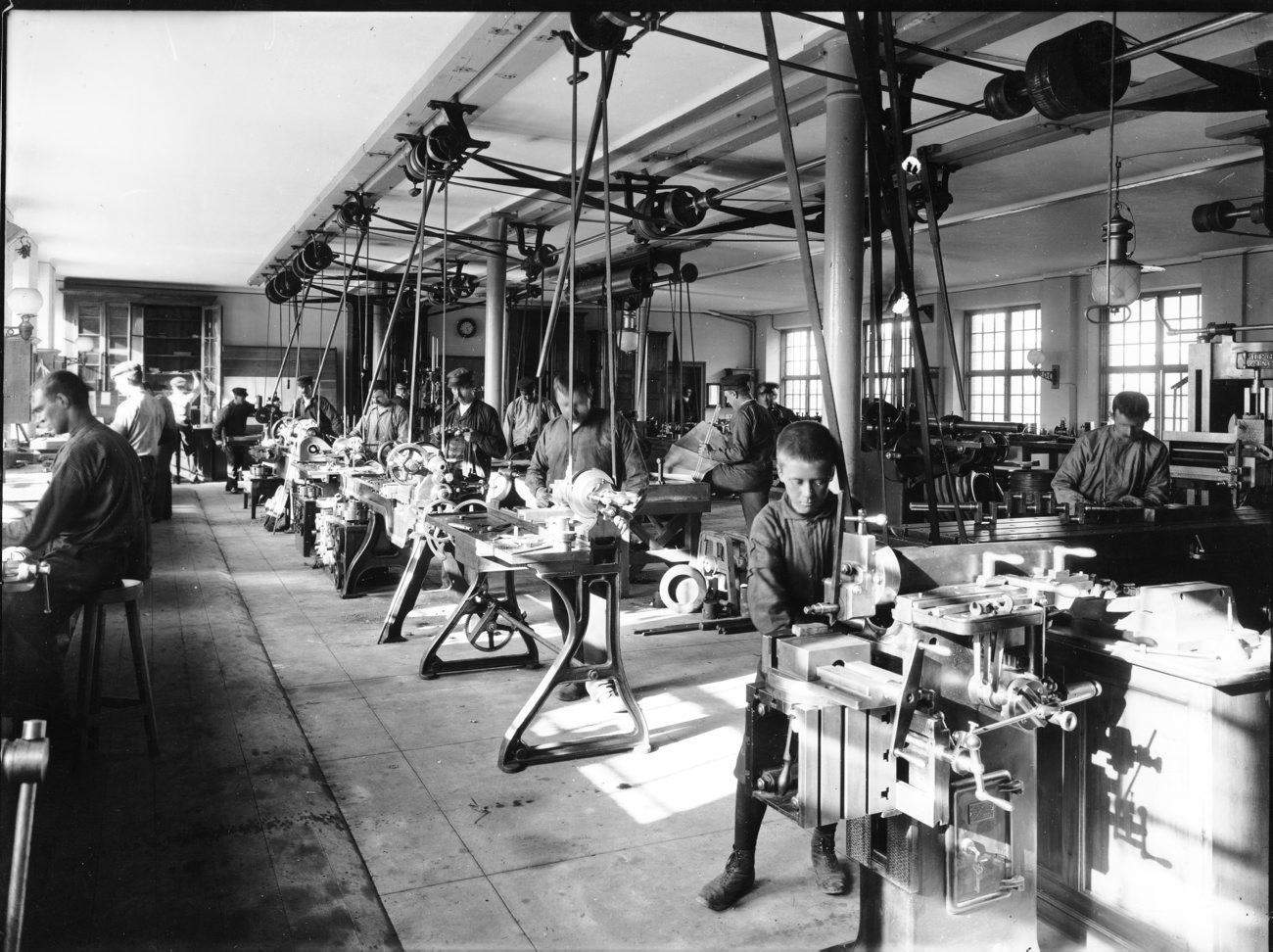
Gustaf Ericssons Automobilfabrik mit transmissionsbetriebenen Maschinen (1905)
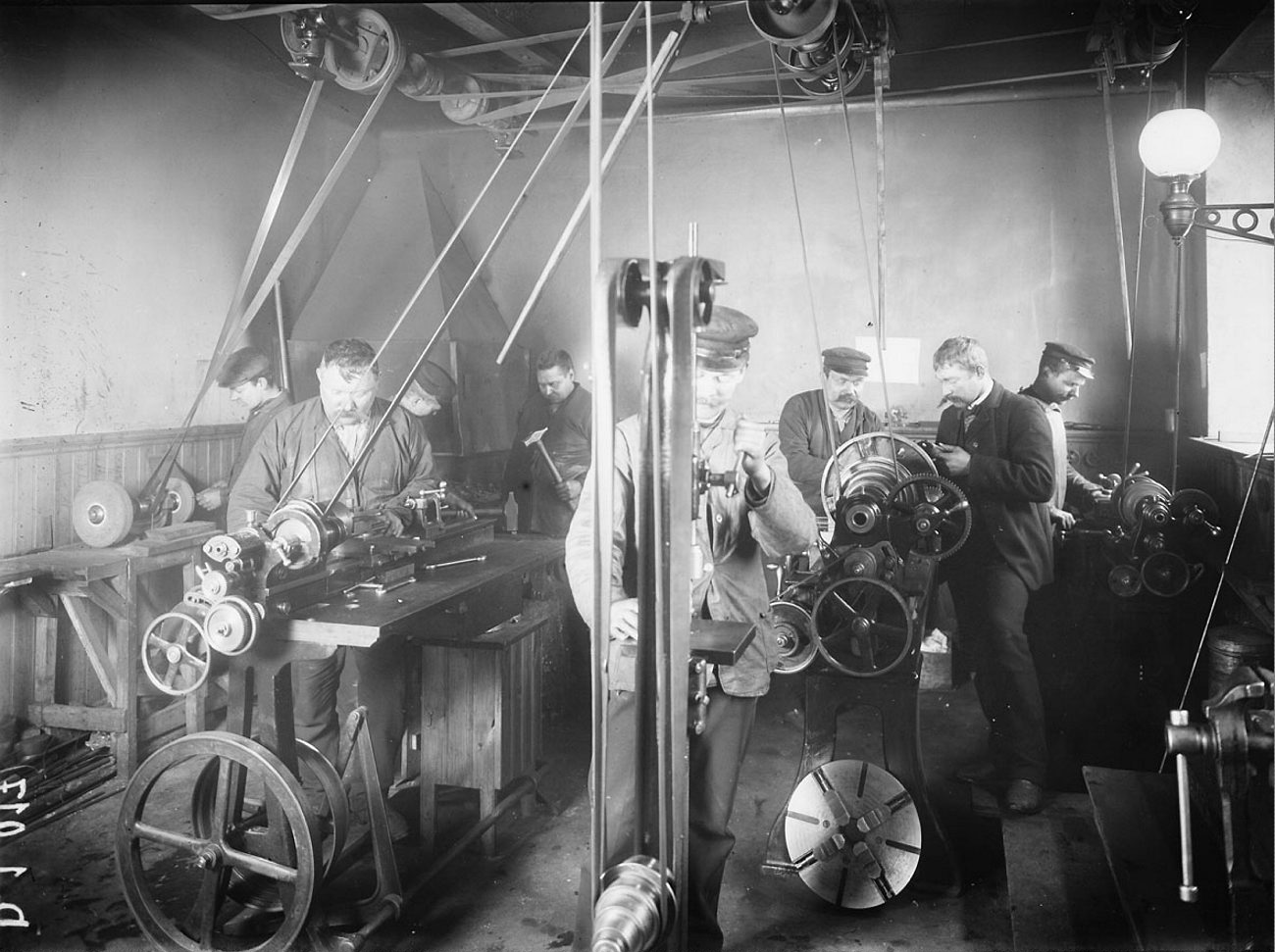
Transmissionsbetriebene Drehbänke in der Gustaf Ericssons Automobilfabrik (1905)
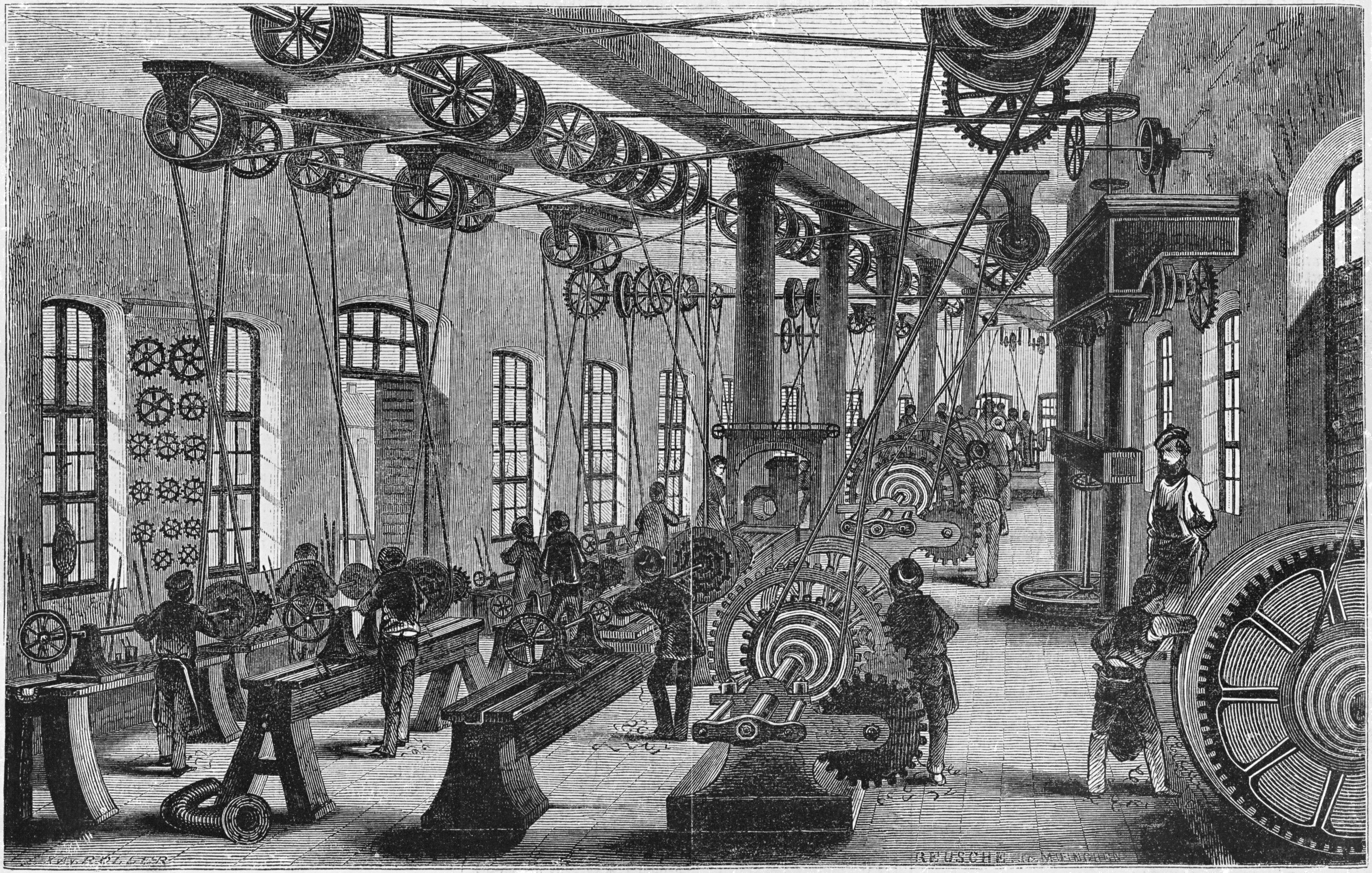
Drehen in der Maschinenbauanstalt Maffei (1849)
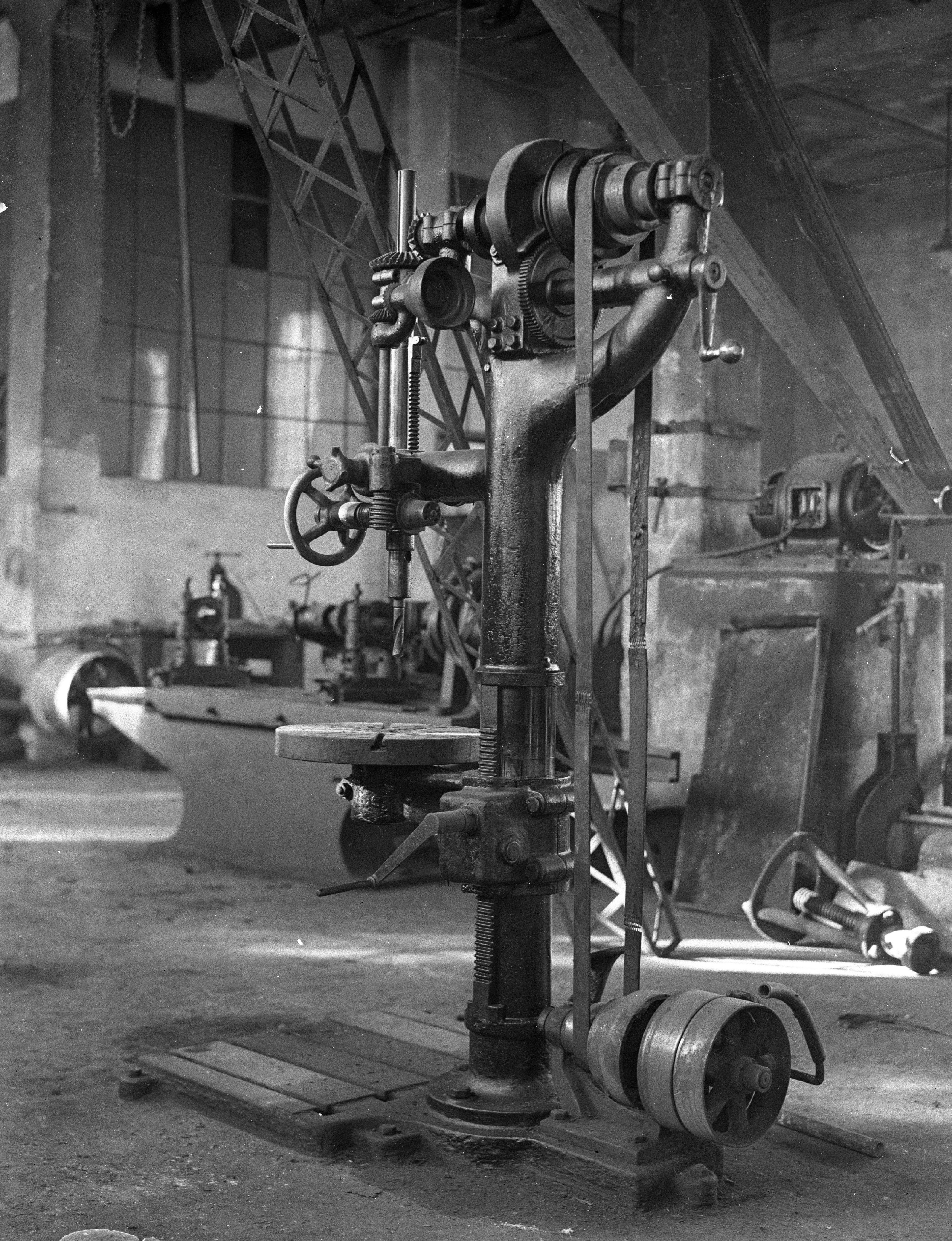
Industriesäulenbohrmaschine mit Riemenantrieb (1916)

## Technische Vorzüge

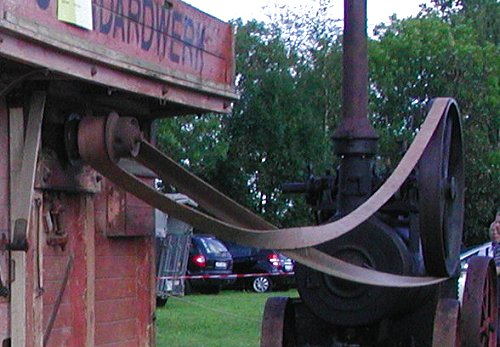
Riemengetriebe zum Antrieb einer Dreschmaschine durch eine Lokomobile

Die Transmission war, solange noch keine Einzelantriebe zur Verfügung standen, eine Voraussetzung für industrielle, maschinengetriebene Fertigungs- und Bearbeitungsprozesse, da es erst durch sie möglich wurde, die von einer zentralen Energiequelle (z. B. Mühlrad, Verbrennungsmotor, Dampfmaschine) zur Verfügung gestellte Energie auf mehrere Maschinen zu verteilen und somit die bis dahin herrschende enge Verbindung eines Verbrauchers an „seinen“ Energielieferanten aufzulösen.
Gegenüber dem in Mühlen oft eingesetzten Zahnradantrieb konnte dieser die erforderlichen Kräfte über längere Wege, mit vergleichsweise geringem Materialeinsatz weiterleiten.
Im Vergleich zur festen Welle vom Wasserrad zur Maschine mit Steuerung über die Wasserzufuhr konnte die Antriebsmaschine bei optimalem Wirkungsgrad laufen, und jeder Abnehmer seine Drehzahl getrennt einstellen. Der Einsatz von kaskadierten (gestuften) Riemenscheiben (Scheiben verschiedener Durchmesser direkt nebeneinander) erlaubte die Einstellung verschiedener Drehzahlen an der angetriebenen Maschine. Durch eine Anordnung von zwei gleichen Riemenscheiben nebeneinander, wovon eine, die Leer- oder Losscheibe, auf der Welle durchdreht, wurde eine einfache Art einer Kupplung geschaffen. Der Riemen wurde zum Einkuppeln mit einem sogenannten Riemenschalter auf die an der Welle befestigte Festscheibe geschoben, zum Auskuppeln auf die Leerscheibe.
Wenn der Wellenabstand groß genug war, konnte man mit einer Kreuzung des Riemens eine Drehrichtungsänderung erreichen. Auch Schrägstellungen der Wellen zueinander konnten von gekreuzten Riemen ohne Probleme ausgeglichen werden. Weitere Vorteile siehe Riemengetriebe.
Hergestellt und repariert wurden die Riemen aus Leder von Sattlern, die sich zu Industriesattlern spezialisiert haben.

Technische Details
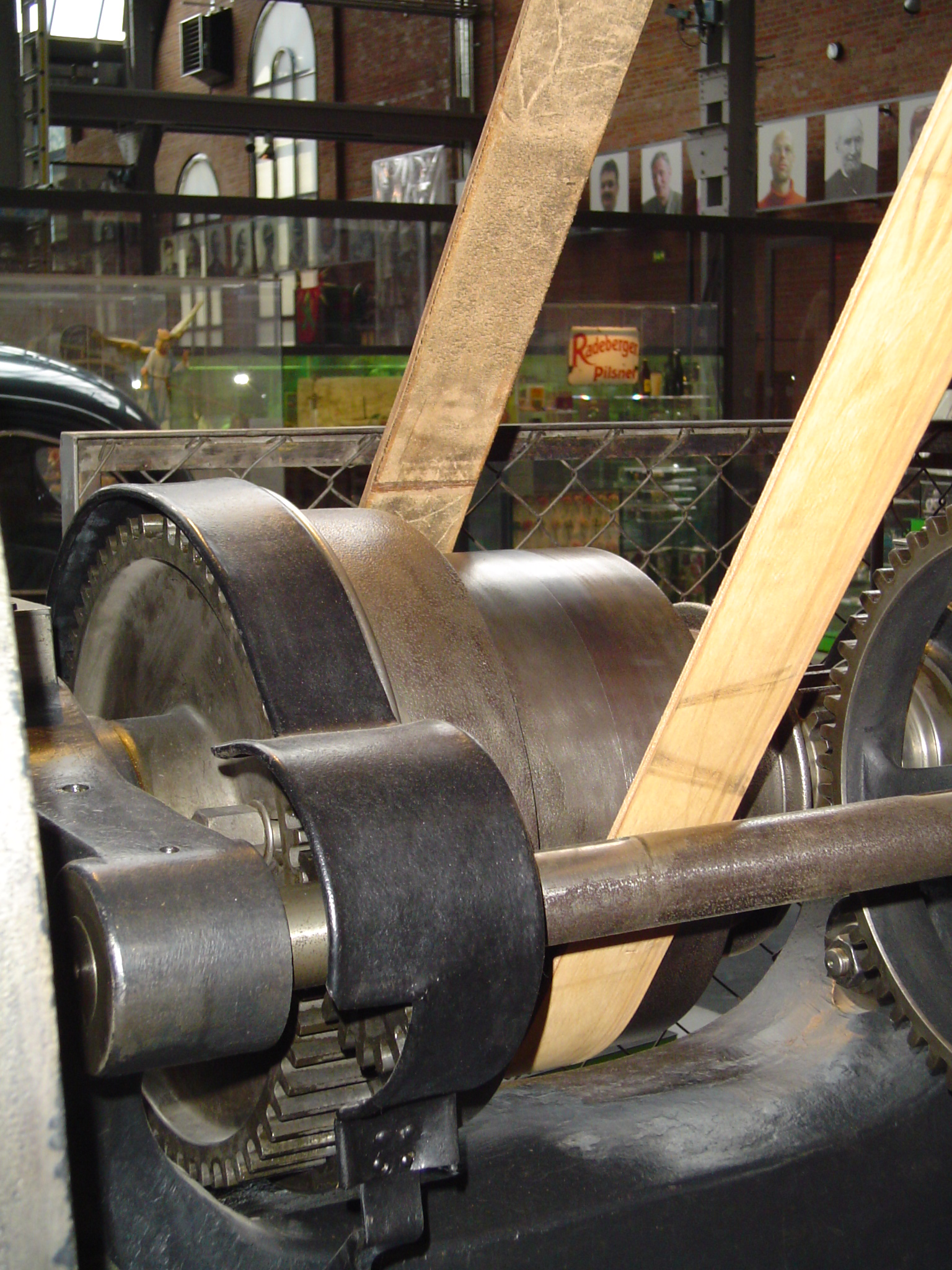
Transmissionsantrieb
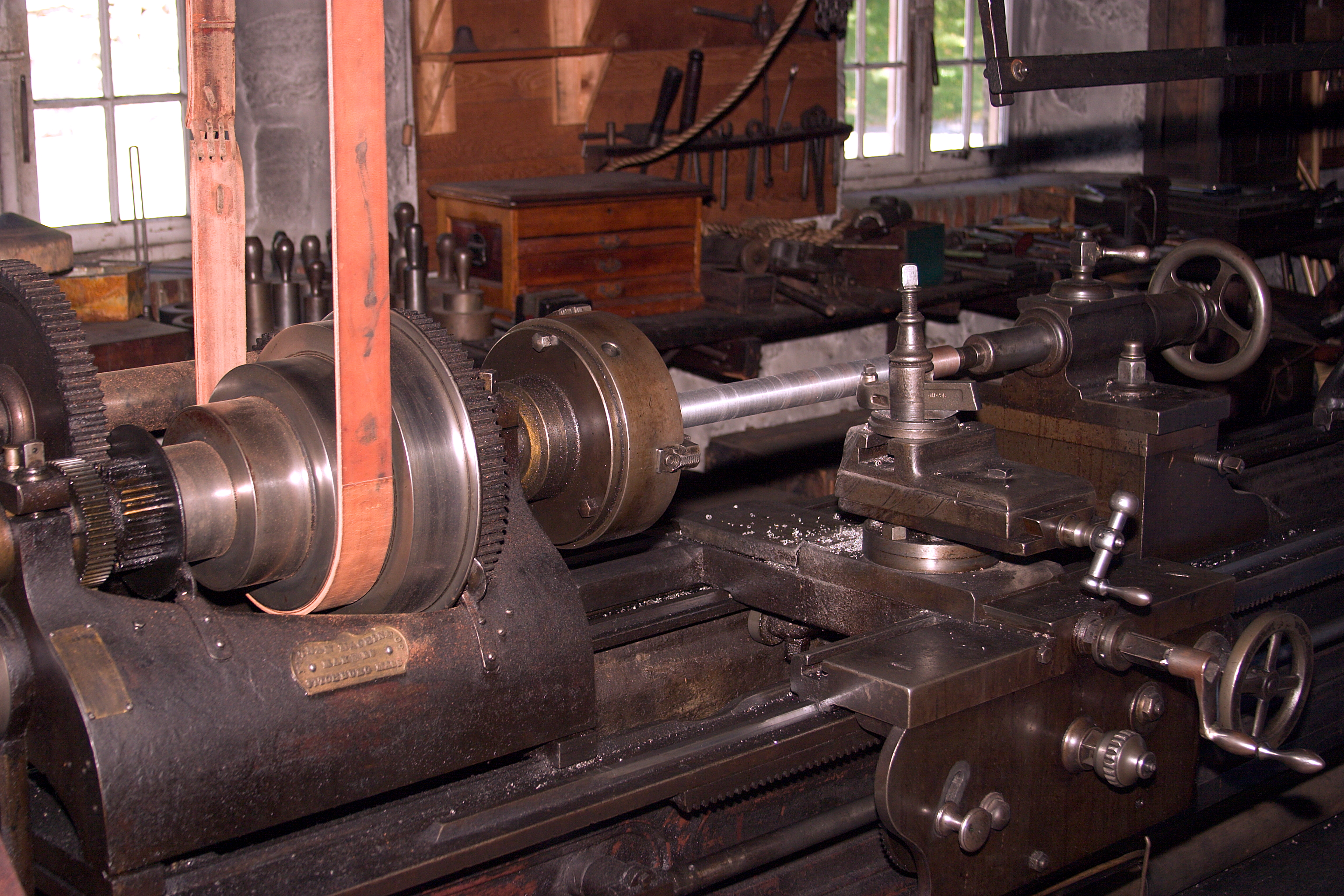
Transmissionsantrieb einer Drehbank
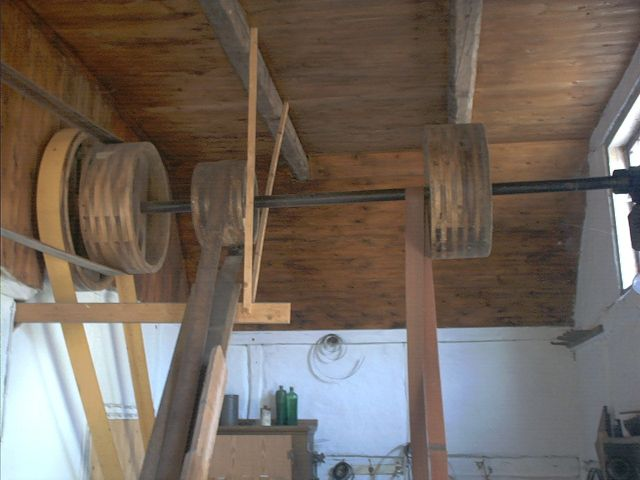
Teil einer Transmission
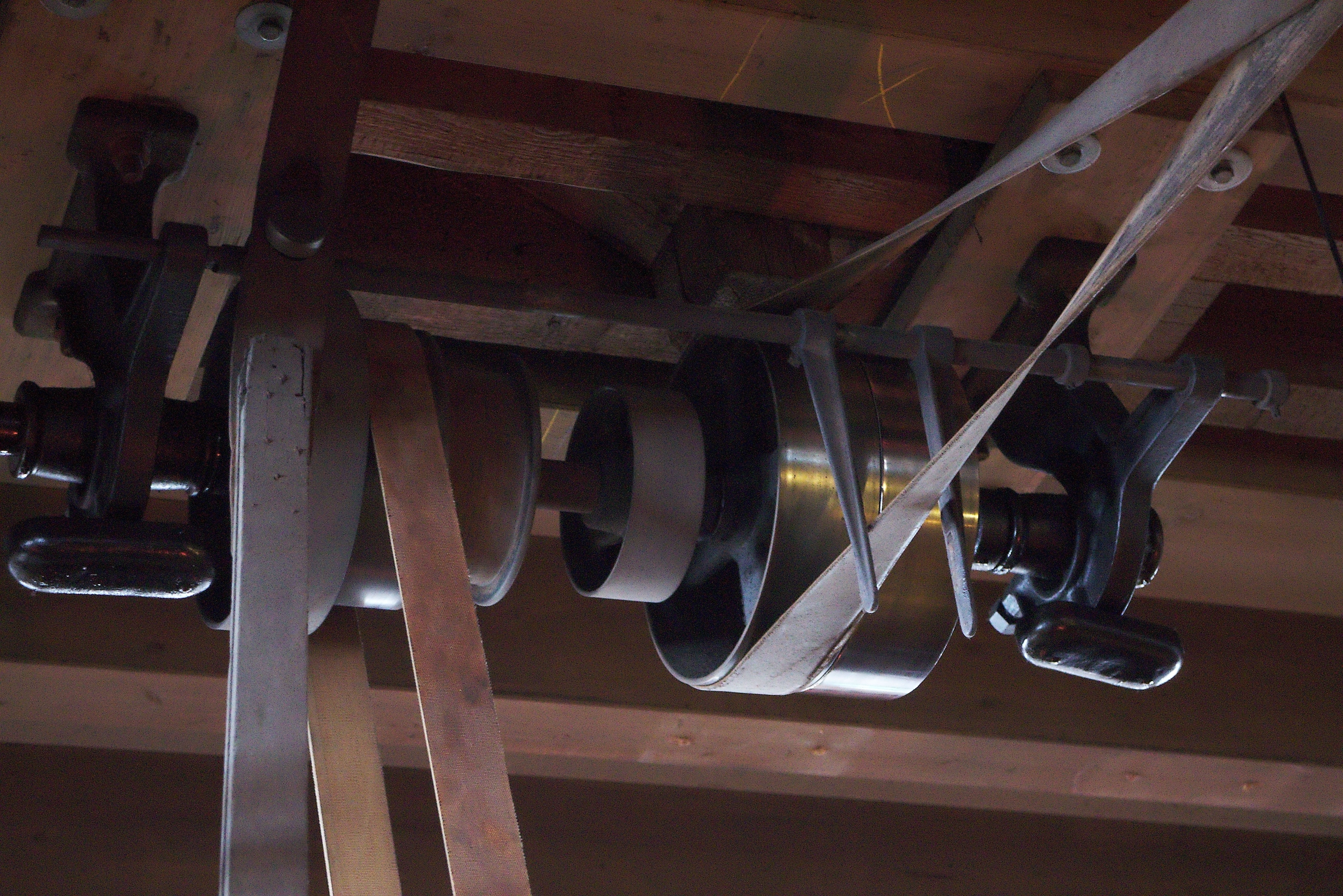
Riemenkupplung einer Transmission im Technikmuseum Freudenberg
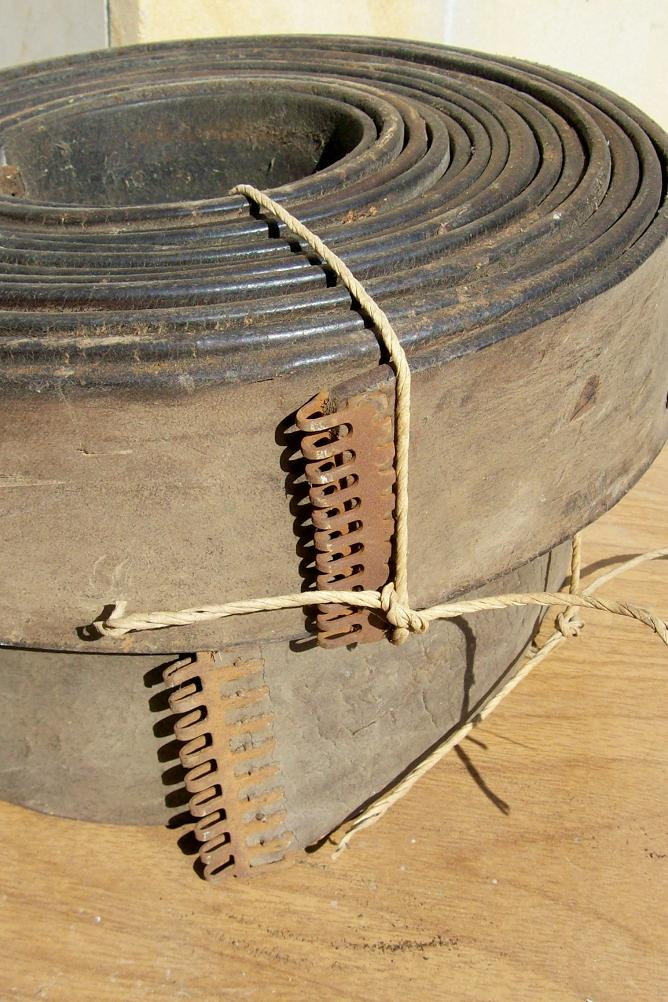
Leder-Flachriemen, wie sie typisch waren; Breite 75 mm
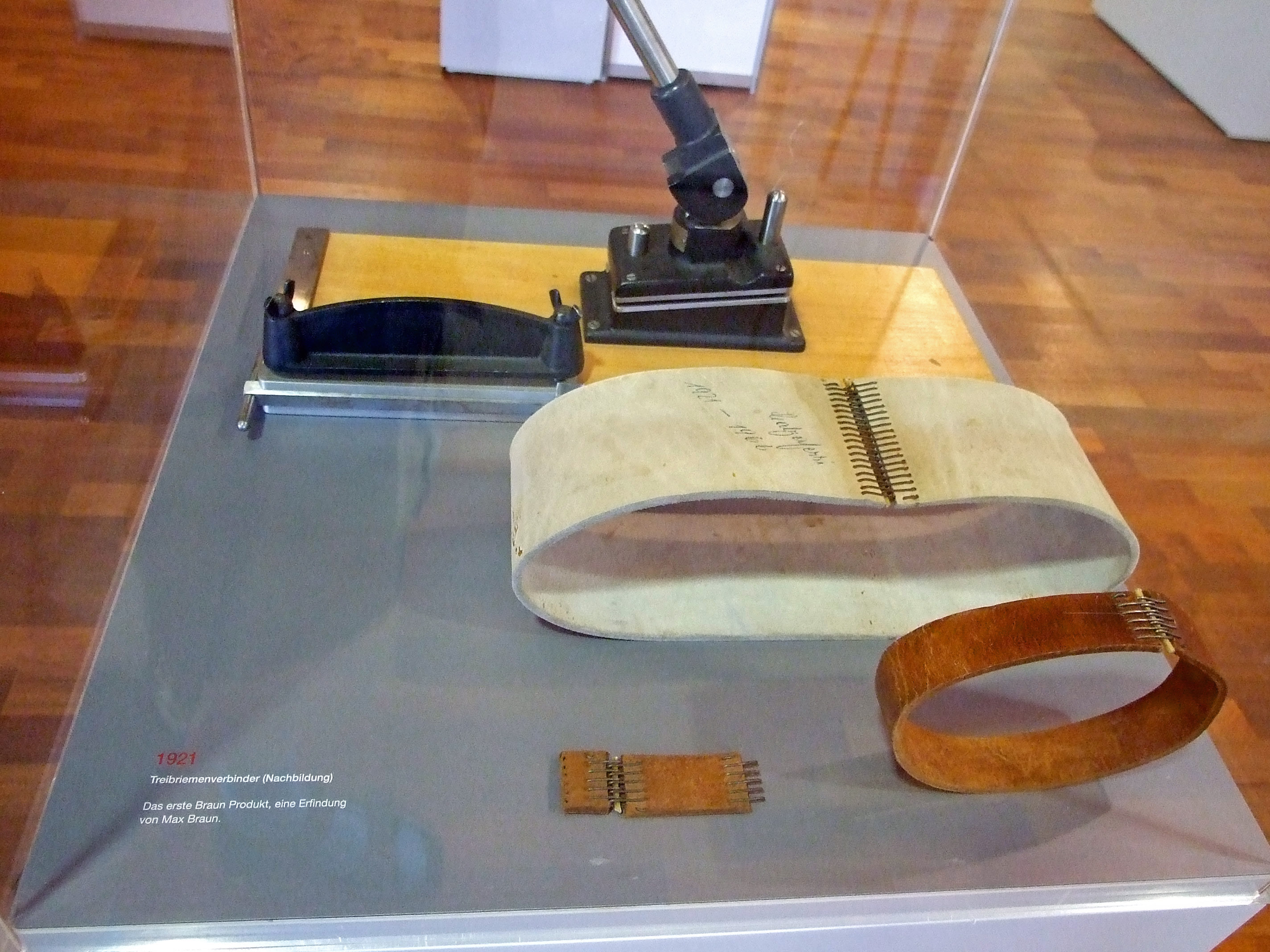
Treibriemenverbinder, Entwicklung von Max Braun
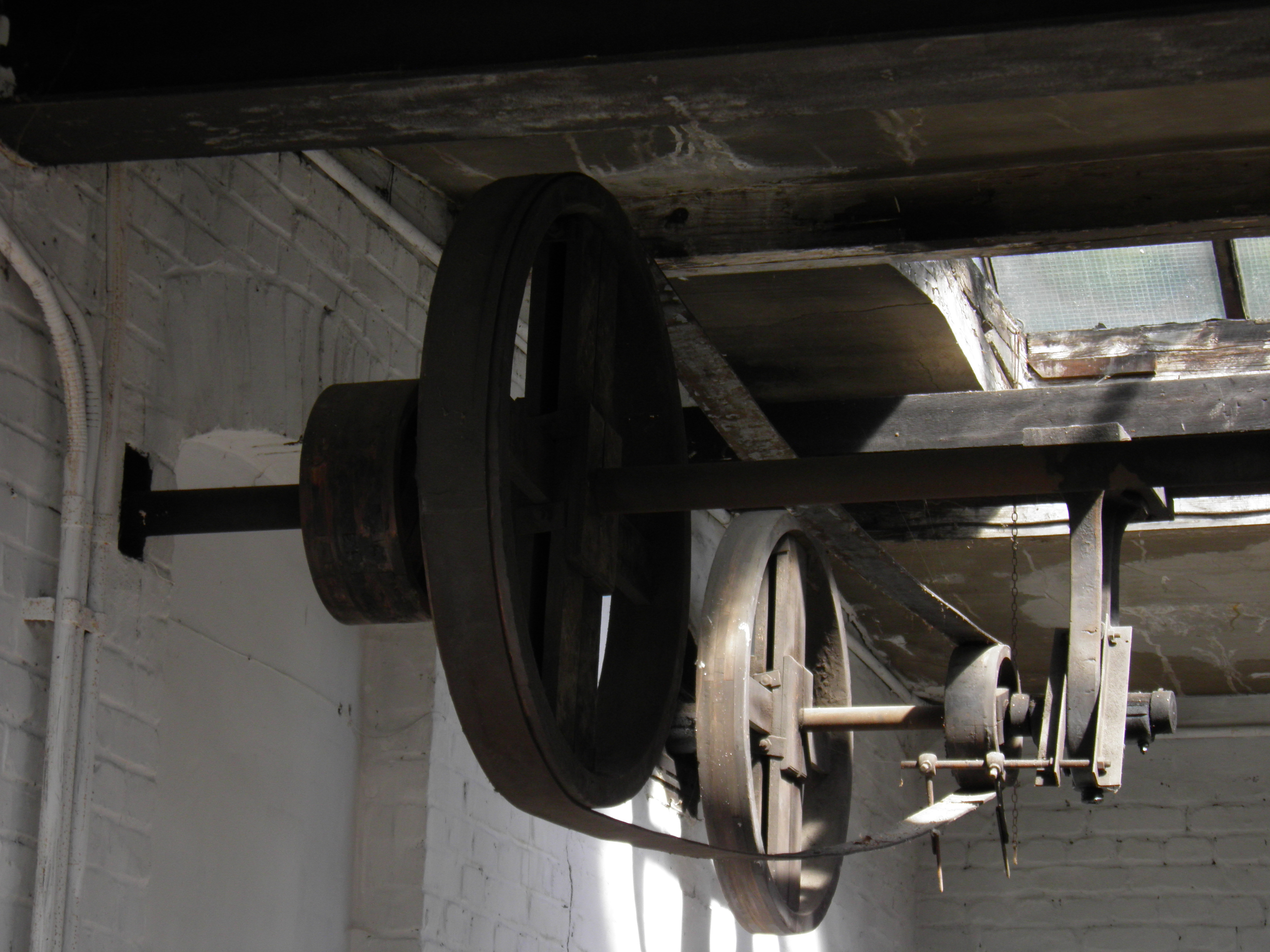
Transmissionen in ehemaliger Schmiede in Langenhaus
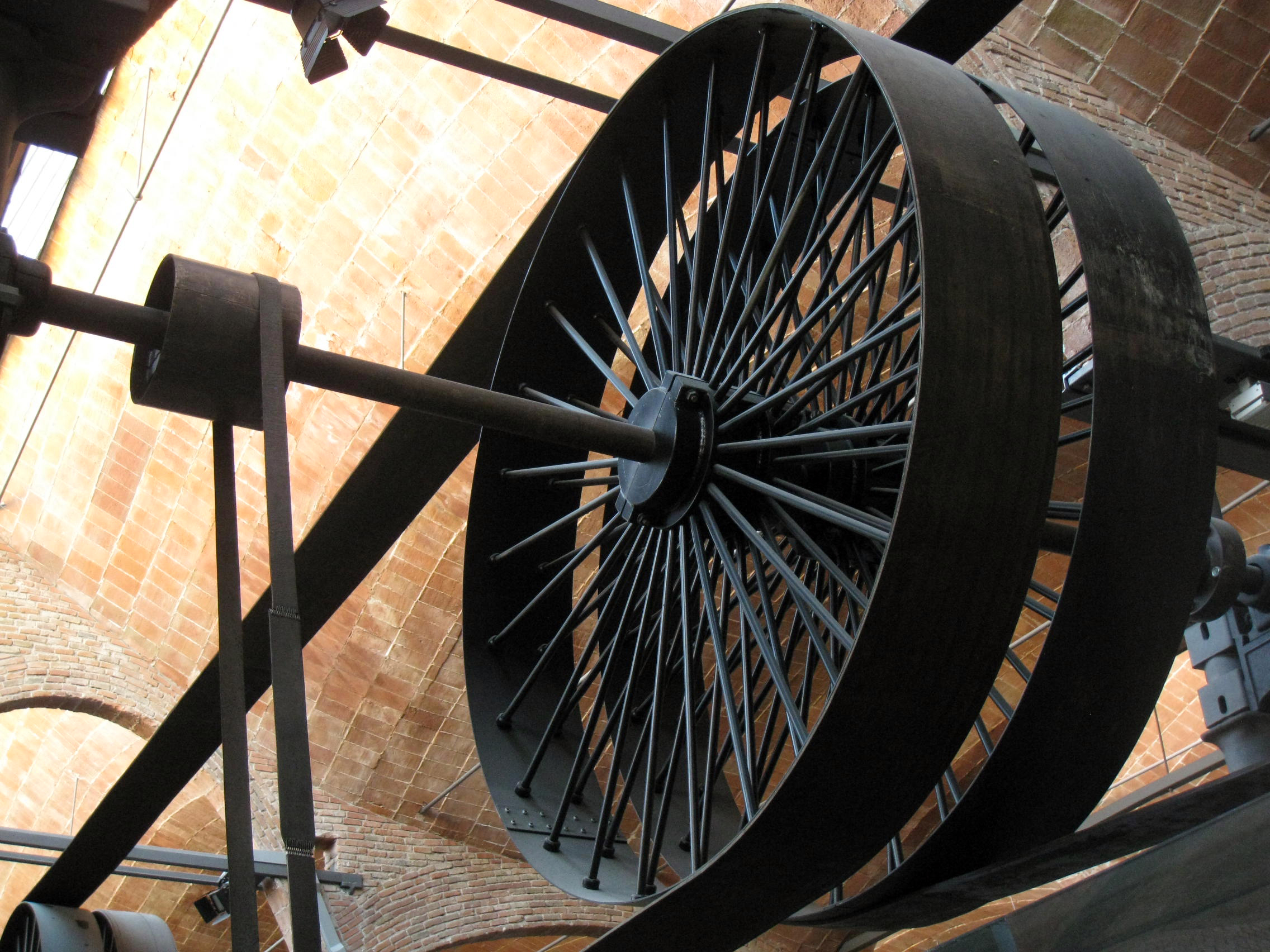
Transmissionsantrieb in einer ehemaligen Textilfabrik
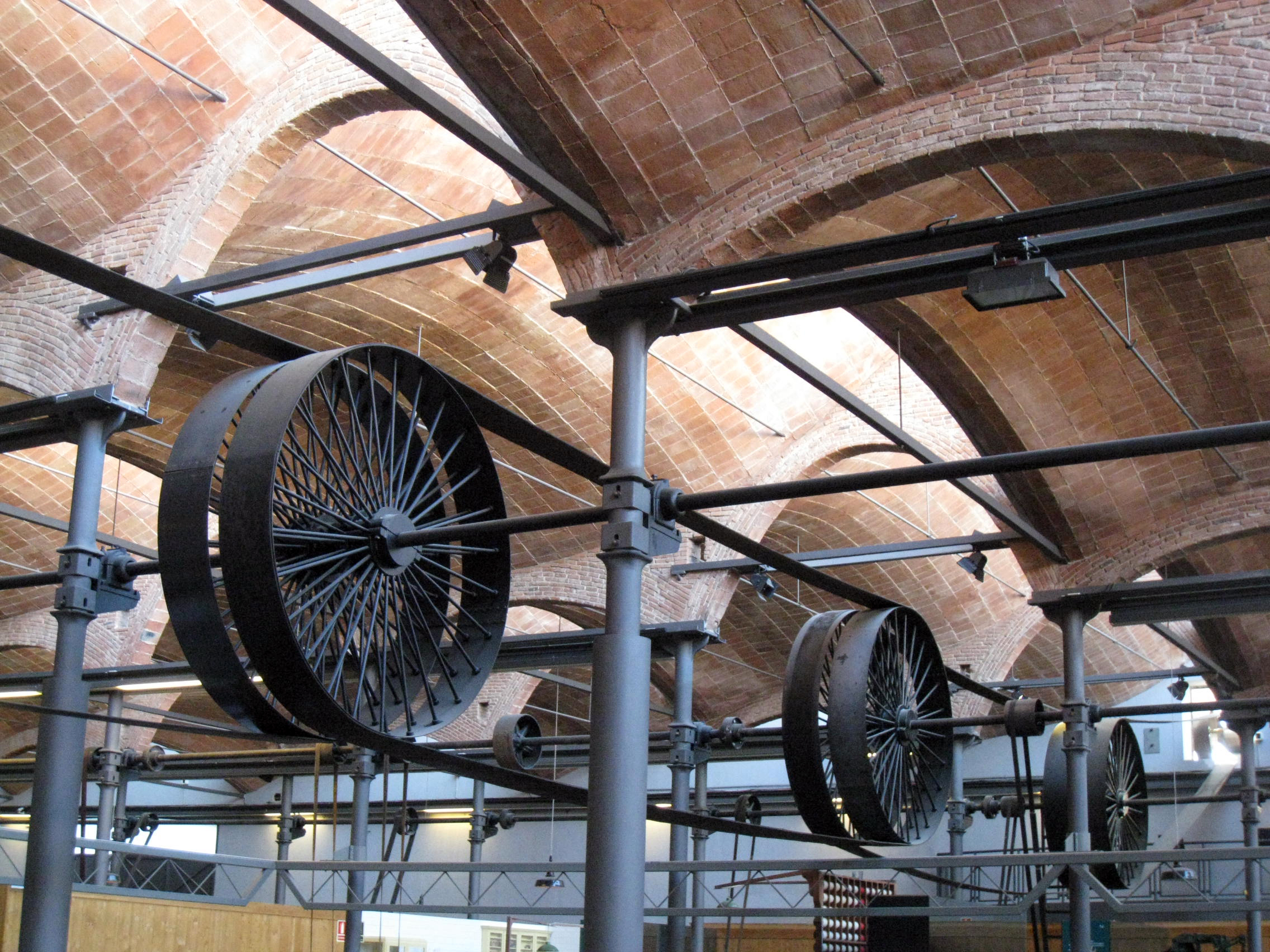
Transmissionsantrieb in einer ehemaligen Textilfabrik
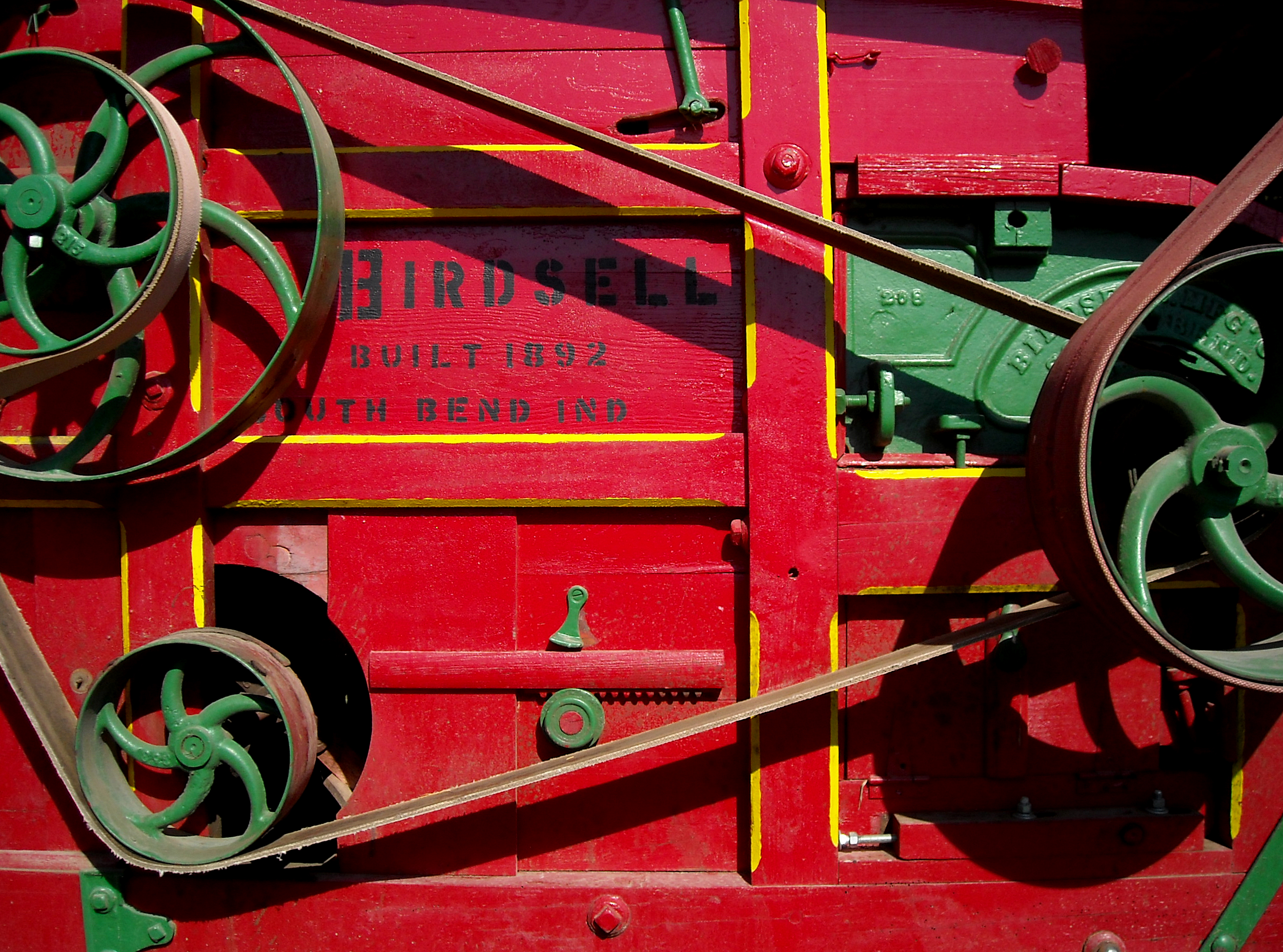
Detail des Riemenantriebs einer Dreschmaschine
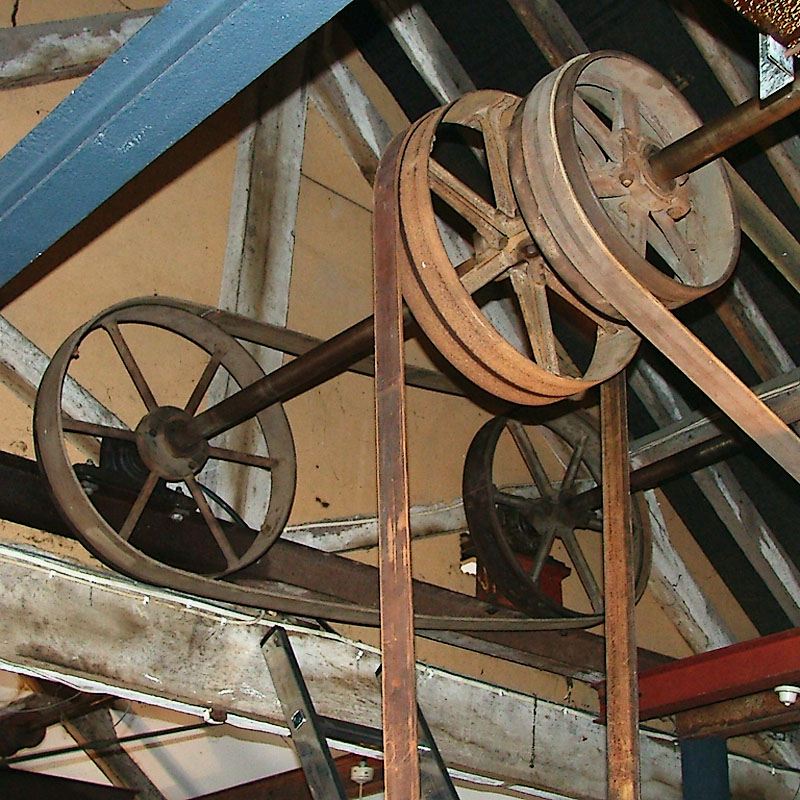
Teil einer Transmission
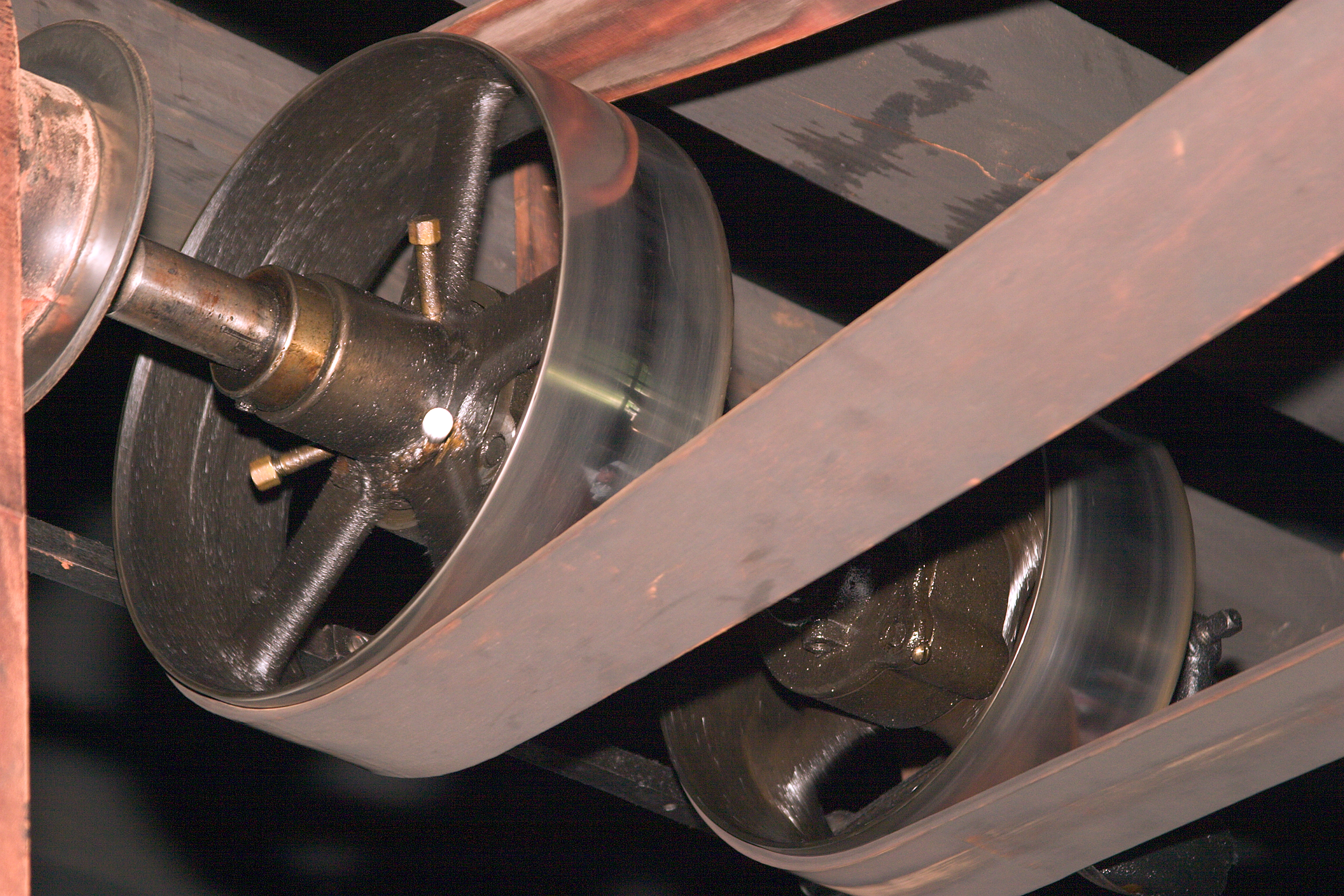
Teil eines Transmissionsantriebs

## Nachteile
Ein Nachteil war und ist jedoch der Schlupf, der zu Übertragungsverlusten führt und bei Zahnrädern oder fester Welle ausgeschlossen ist. Weitere Nachteile sind hohe Leerlauf- bzw. Teillast-Verluste durch die große Anzahl von Lagern und Riemen, die immer mitlaufen mussten, Wartungsbedarf und Verschleiß (Lagerschmierung, Riemen). Um gleichmäßige Abnutzung zu erreichen, wurden Flachriemen oft als Möbiusband hergestellt.
Für die Arbeiter in den Fabriken stellte die Transmission eine erhebliche Gefahr dar: Besonders bei der Kraftübertragung mit Riemen kam es immer wieder dazu, dass lose Kleidungsteile oder lange Haare erfasst wurden, was zu schwersten bis tödlichen Verletzungen führte. Außerdem konnte es passieren, dass der Riemen von den Wellen und Laufrädern absprang und den in der Nähe stehenden Arbeitern durch die abrupt freiwerdenden Kräfte schwere Verletzungen zufügte. Transmissionen (Riemen- und auch Zahnradgetriebe) dürfen daher heute nur noch umhaust (Kästen oder Gitter) betrieben werden.
Transmissionssysteme haben, besonders wenn sie durch Wasserkraft angetrieben werden, keine schnelle Notabschaltung, gestoppt wird hier durch Unterbruch bzw. umleiten der Wasserzufuhr. Weitere Nachteile siehe Riemengetriebe.